# Amanite tue-mouches
Amanita muscaria · Fausse oronge
Espèce
L'Amanite tue-mouches ou fausse oronge (Amanita muscaria), est une espèce de champignons basidiomycètes de la famille des Amanitaceae. Toxique et psychotrope, c'est l'un des nombreux représentants du genre des amanites, et certainement le plus connu. Originaire des régions tempérées de l'hémisphère nord, Amanita muscaria a été introduite accidentellement dans de nombreux pays de l'hémisphère sud, principalement comme symbiote des pins cultivés, et est devenue cosmopolite. Elle s'associe avec les racines de différents feuillus et conifères.
L'intoxication par Amanita muscaria n'est que très rarement mortelle. Cette espèce est surtout connue pour être hallucinogène. Son principal constituant psycho-actif est le muscimole. Le champignon a donné son nom à la muscarine, poison du système nerveux parasympathique qu'il contient en très faible quantité, et à un type de récepteurs cellulaires, les récepteurs muscariniques.
Plusieurs variétés ont été identifiées. La variété muscaria est la plus courante et la plus reconnaissable. Il s'agit d'un sporophore de grande taille, au stipe blanc et à l'hyménium à lames blanches, avec un chapeau couvert d'une cuticule rouge foncé, parsemée de points blancs. Les autres variétés, plus rares, diffèrent par la couleur du dessus du chapeau. Ce sont les variétés orangées guessowii, flavivolvata et formosa.

## Description

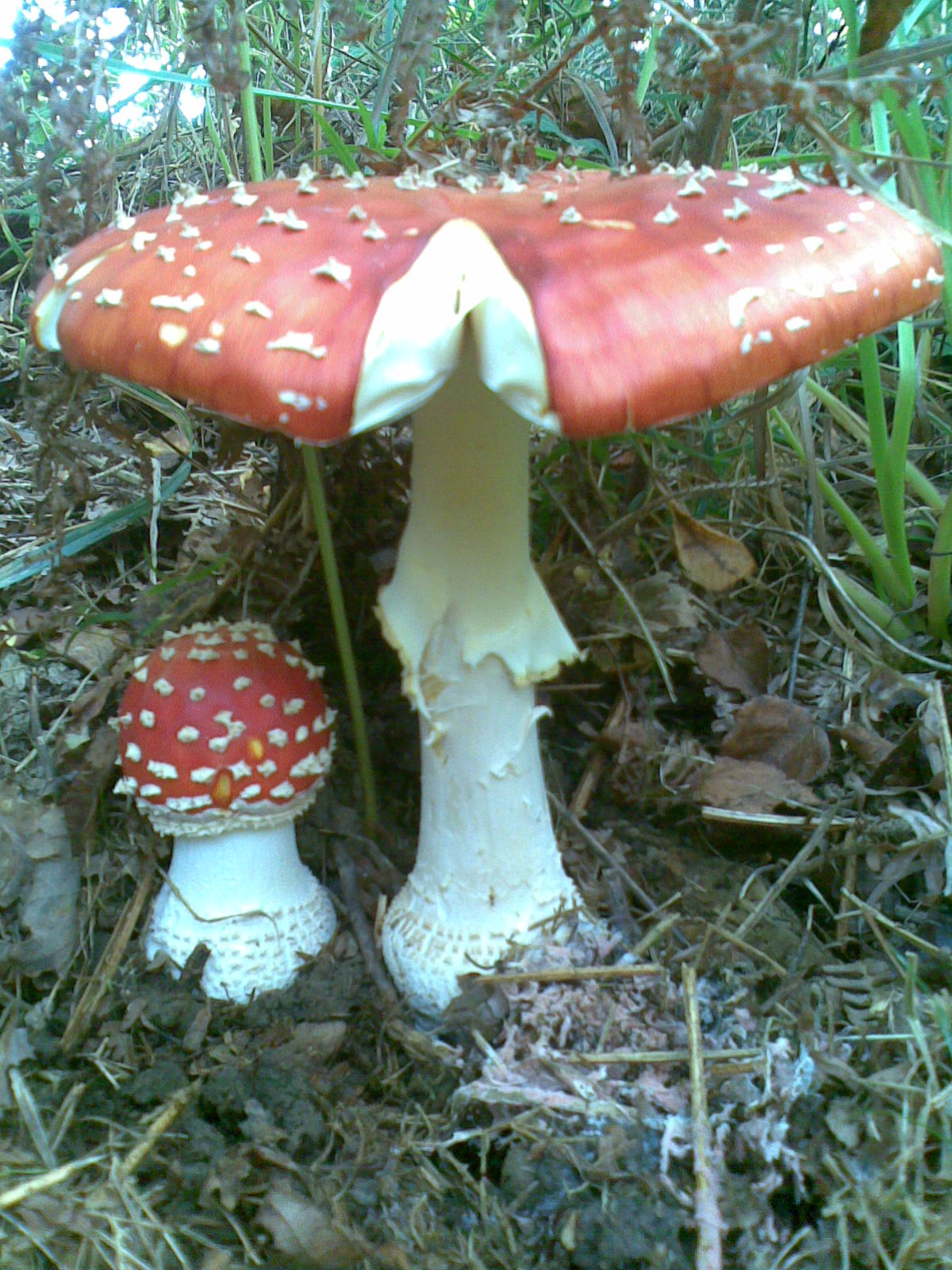
À gauche, jeune Amanita muscaria au chapeau globuleux et aux verrues denses ; à droite, spécimen mature à large chapeau plat et vestige du voile partiel (anneau).

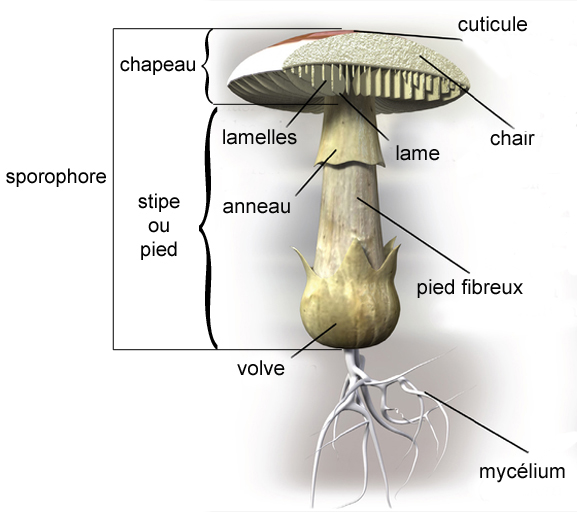
Sporophore du genre Amanita

Amanita muscaria développe un sporophore de grande taille facilement identifiable. L'amanite tue-mouches émerge du sol sous l'apparence d'un œuf, enveloppé dans le tissu pelucheux du voile universel. La dissection du champignon à ce stade révèle une couche jaune sous le voile, caractéristique qui aide à l'identifier. Au cours de la croissance, la couleur rouge apparaît à travers le voile rompu, et les verrues deviennent moins proéminentes ; elles ne changent pas de taille mais semblent peu à peu rétrécir par rapport à la surface de chair rouge. Le chapeau, initialement globuleux, change de forme pour devenir hémisphérique, puis de plus en plus plat à mesure de la maturation.

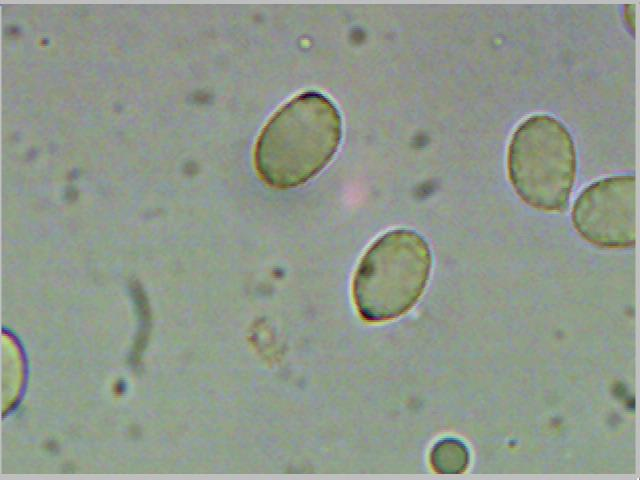
Spores dAmanita muscaria.

À pleine maturité, le chapeau mesure généralement entre 8 et 20 centimètres de diamètre. La couleur rouge s'atténue sous l'effet de la pluie et chez les champignons les plus vieux. Après avoir émergé du sol, le chapeau est couvert de nombreuses verrues blanches en forme de pyramides. Ce sont des vestiges du voile universel, enveloppe qui protège le jeune champignon avant son émergence. Les lames, libres, sont blanches, de même que l'empreinte de spore. Les spores ovales mesurent 9-13 par 6,5-9 micromètres, et sont non-amyloïdes, ce qui signifie qu'elles ne prennent pas la coloration bleue lorsqu'on leur applique du réactif de Melzer.
Le stipe (ou pied) est blanc, il mesure 5 à 20 centimètres de haut pour 1 à 2 centimètres de diamètre, et a la texture fibreuse et légèrement friable typique de la plupart des grands champignons. À sa base, la volve (ou bulbe) porte des résidus du voile universel sous la forme d'un ou deux anneaux concentriques. Entre ceux-ci et les lames, des vestiges du voile partiel (qui recouvre les lames durant le développement) prennent la forme d'un anneau blanc (ou annulus). Celui-ci devient assez large et lâche avec le temps.
Le champignon ne dégage généralement pas d'autre odeur que celle de la terre,.

## Confusions possibles

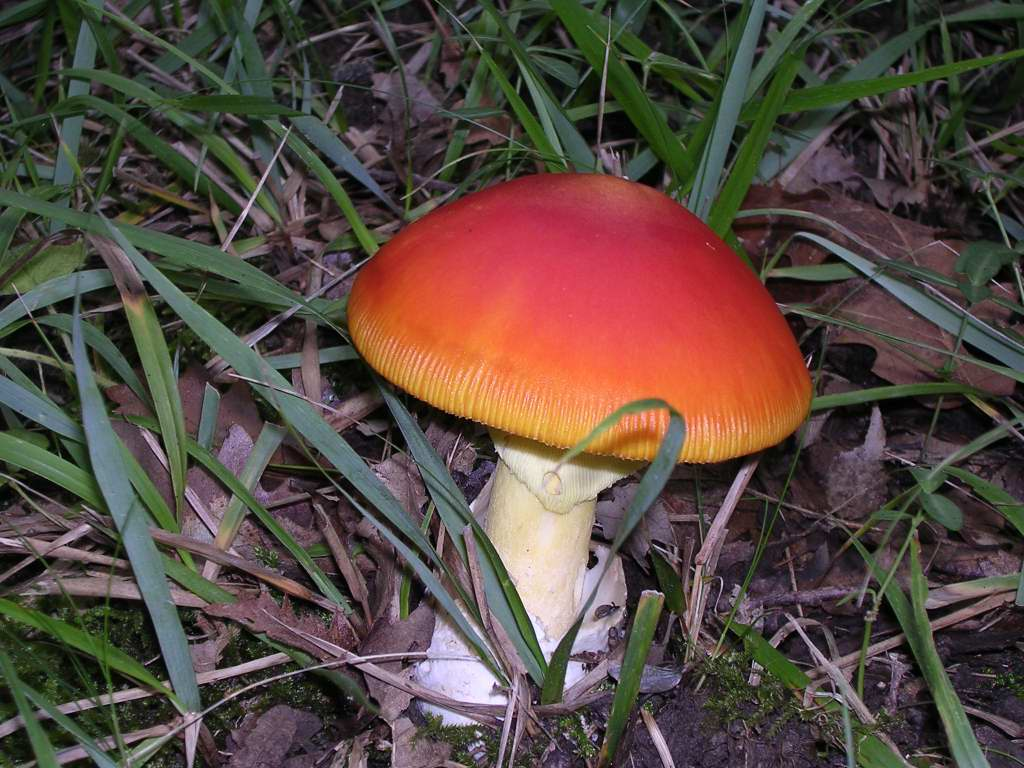
Amanita caesarea, seule amanite à lames jaunes en Europe méditerranéenne, la cuticule est plus orangée, sans verrues (restes de volve), son chapeau est plus ovoïde et sa marge est nettement jaune d'or et striée.

Malgré ses nombreux caractères distinctifs, l'amanite tue-mouches est parfois confondue avec d'autres espèces jaunes, orangées ou rouges, particulièrement lorsque la pluie a fait tomber les verrues de la cuticule. Sur le continent américain, Amanita muscaria est souvent confondue avec les armillaires et avec Amanita basii, cette dernière étant une espèce comestible rencontrée au Mexique et proche de l'amanite des Césars européenne.
En Europe, c'est avec l'amanite des Césars que la confusion est la plus fréquente. Cette dernière a sa cuticule entièrement orangé ou rouge et ne présente jamais les verrues blanches caractéristiques de l'amanite tue-mouches. D'autre part le pied, les lames et l'anneau sont jaune brillant et non blancs. La volve a l'apparence d'un sac blanc et n'apparaît pas plissée. Enfin, l'amanite des Césars n'a jamais été signalée au-delà du Nord de la France et de la Belgique.
En Australie, l'amanite tue-mouches peut être confondue avec la grisette vermillon ou Amanita xanthocephala qui se développe en symbiose avec des eucalyptus. Cependant, les verrues et l'anneau lui font défaut.
| Noms scientifiques    | Noms vernaculaires                | Cuticule du chapeau                                       | Marge du chapeau    | Couleur du stipe et des lames | Ovoïde de l'œuf        | Forme de la volve                | Distribution                 |
| --------------------- | --------------------------------- | --------------------------------------------------------- | ------------------- | ----------------------------- | ---------------------- | -------------------------------- | ---------------------------- |
| Amanita muscaria      | Amanite tue-mouches Fausse oronge | parsemée de petits flocons blancs, éventuellement délavés | lisse et rouge      | blanc                         | circulaire vers le bas | bourrelet floconneux             | Universelle                  |
| Amanita caesarea      | Amanite des Césars Oronge (vraie) | nue avec parfois des grands lambeaux de volve             | strié et jaune d'or | jaune d'or (jamais blanc)     | elliptique vers le bas | blanche, épaisse en forme de sac | Méditerranée, Indes, Sechuan |
| Amanita xanthocephala | Grisette vermillon                | lambeaux de volve orange                                  | strié et orange     | blanche                       | circulaire vers le bas | orange, forme de sac             | Australie (Tasmanie)         |

## Habitat et répartition

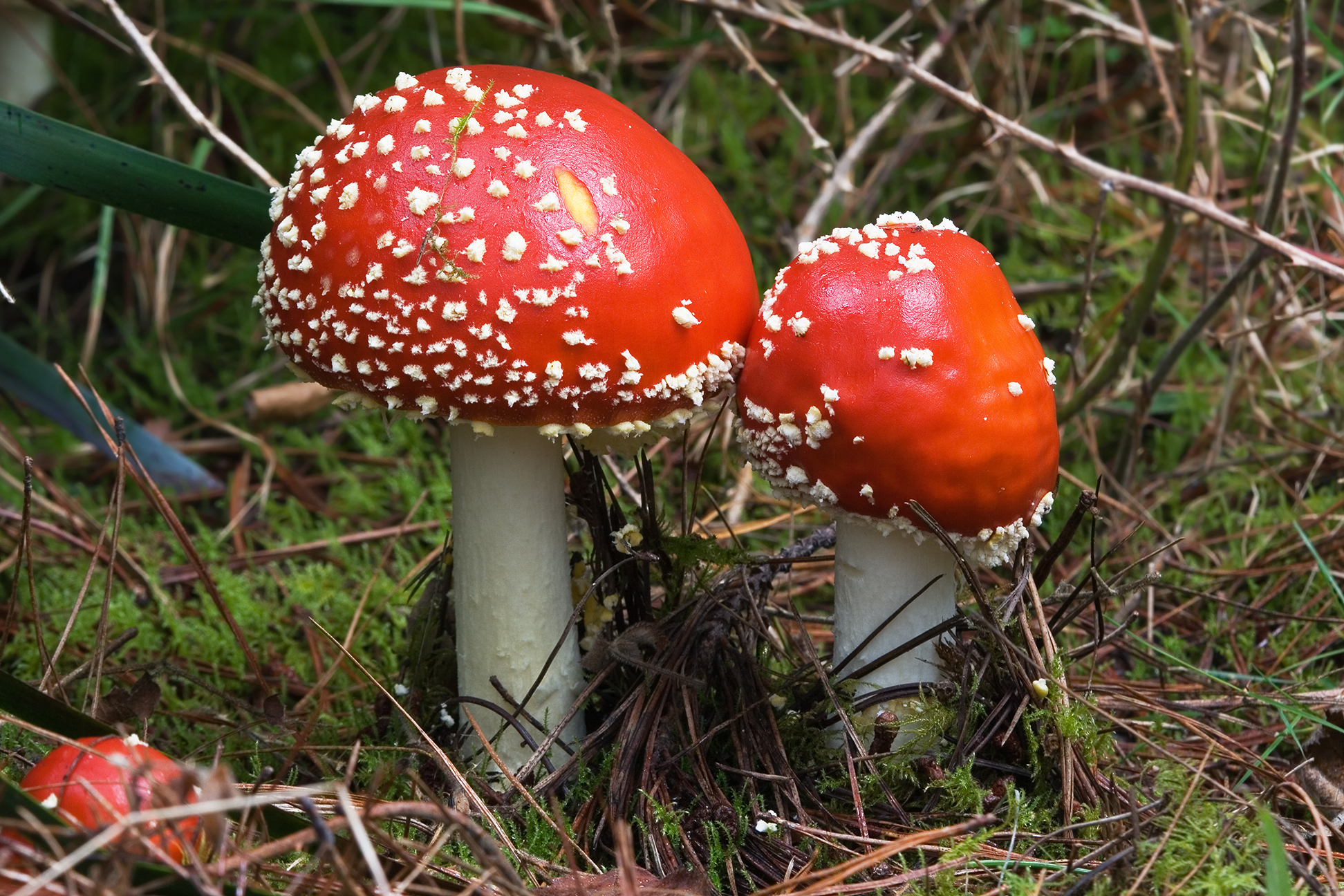
Amanita muscaria dans une plantation de Pinus radiata, près du parc national du mont Field en Tasmanie

Amanita muscaria est un champignon cosmopolite, qui croît dans les forêts de conifères et de feuillus de toutes les régions tempérées et boréales de l'hémisphère nord, y compris des latitudes plus chaudes du bassin méditerranéen, de l'Hindou Kouch et de l'Amérique centrale. D'après une étude moléculaire récente[Quand ?], le champignon serait apparu en Sibérie-Béringie au cours de l'ère Tertiaire avant de se répandre à travers l'Asie, l'Europe et l'Amérique du Nord. Bien qu'on le rencontre généralement en automne, il peut pousser en différentes saisons selon le climat : été et automne dans la plupart des régions tempérées d'Amérique du Nord, automne tardif et hiver précoce le long de la côte pacifique. Il pousse souvent aux mêmes endroits que Boletus edulis (ou cèpe de Bordeaux), et parfois en ronds de sorcières
. Transporté avec les jeunes pousses de pins, il a été largement importé par l'Homme dans l'hémisphère sud notamment en Australie, Nouvelle-Zélande, Afrique du Sud et Amérique du Sud.
En France, l'amanite tue-mouches se rencontre principalement sous les bouleaux.
Champignon ectomycorhizien, Amanita muscaria vit en association symbiotique avec une grande variété d'arbres dont les pins, les épicéas, les sapins, les bouleaux et les cèdres. Si on le rencontre le plus souvent associé aux espèces arborescentes introduites, Amanita muscaria est devenu un équivalent fongique d'adventice en Nouvelle-Zélande, Tasmanie et dans l'État de Victoria où il forme des associations nouvelles avec des hêtres du Sud du genre Nothofagus. Il envahit également les forêts humides d'Australie, où il pourrait être en train de supplanter des espèces indigènes. D'autre part il semble qu'il se répande en direction du nord, des observations récentes ayant été faites près de Port Macquarie sur la côte nord de la Nouvelle-Galles du Sud (Australie). Bien qu'il ne soit pas associé aux eucalyptus en Australie, il l'est au Portugal.

## Toxicité

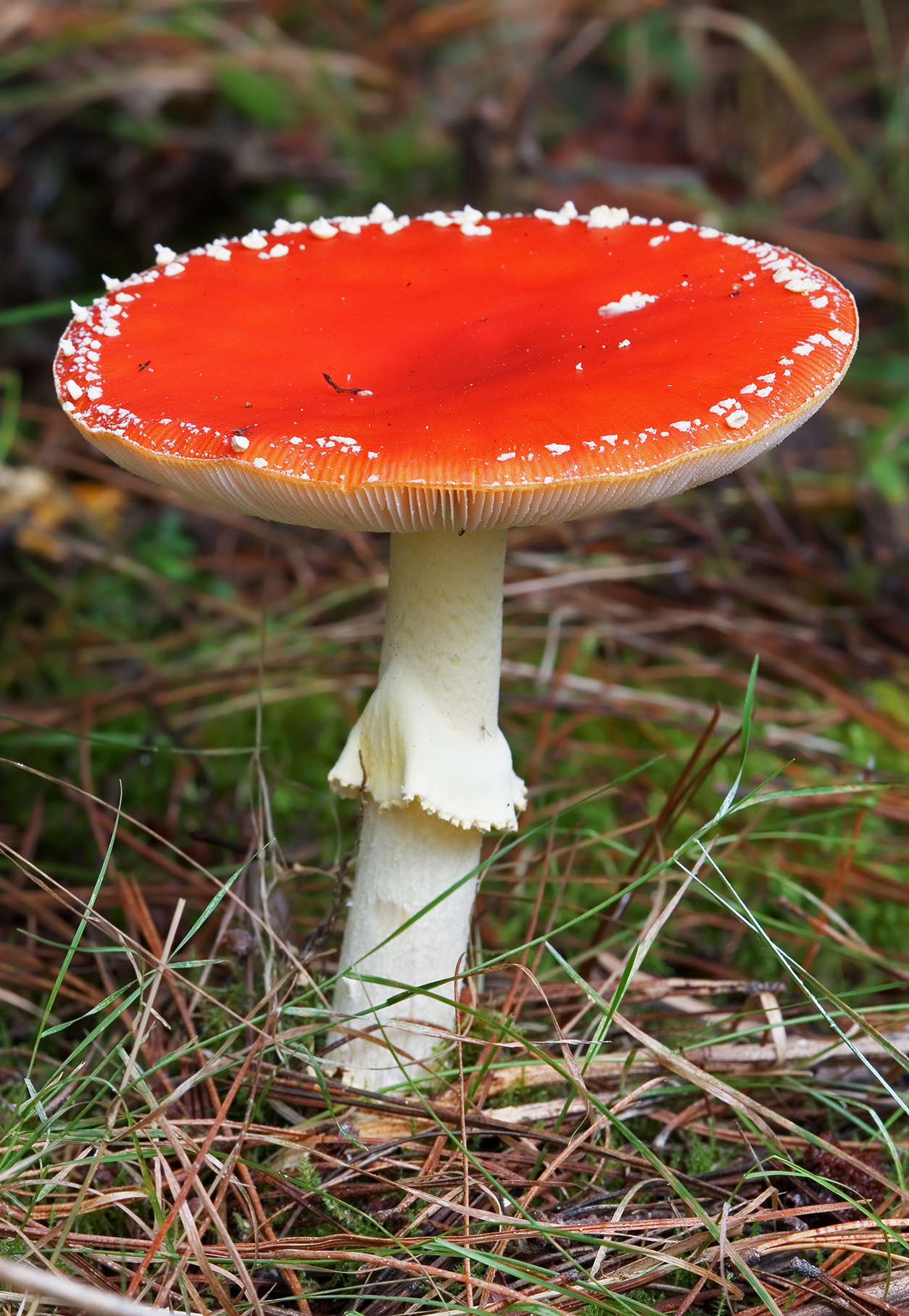
Amanite tue-mouches après la pluie. Les verrues peuvent tomber, accroissant le risque de confusion.

L'empoisonnement par Amanita muscaria est le plus souvent accidentel mais aussi parfois volontaire chez les personnes cherchant à vivre une expérience hallucinogène,,. Les jeunes champignons immatures peuvent ressembler à des vesses-de-loup comestibles, tandis que les champignons adultes rincés par la pluie peuvent être confondus avec l'amanite des Césars (Amanita caesarea).
Amanita muscaria contient plusieurs composés biologiquement actifs dont deux au moins ont des effets psychotropes : le muscimole et l'acide iboténique (on trouve également des traces de muscazone),. La dose toxique chez l'adulte est d'environ 6 milligrammes de muscimole et de 30 à 60 milligrammes d'acide iboténique,, ce qui correspond approximativement à la dose contenue dans un chapeau d'A. muscaria. Néanmoins, la quantité et le ratio de composés chimiques contenus dans un champignon varient considérablement d'une région à l'autre et d'une saison à l'autre. Les champignons de printemps et d'été contiendraient jusqu'à dix fois plus d'acide iboténique et de muscimole que les spécimens d'automne,.
La dose mortelle calculée correspond à la consommation d'environ quinze chapeaux. Des décès dus à Amanita muscaria ont été rapportés dans des articles historiques et dans des journaux d'époque,, ; cependant avec les traitements modernes, la probabilité d'une ingestion mortelle serait extrêmement faible. Beaucoup d'anciens ouvrages répertoriaient l'amanite tue-mouches comme mortelle, entretenant l'idée d'une toxicité bien supérieure à la réalité. La North American Mycological Association a statué sur le fait qu'il n'y a eu, au cours des cent dernières années, aucun décès lié de façon documentée à une intoxication par A. muscaria. L'immense majorité (90 % ou plus) des intoxications mortelles par champignon sont dues soit à l'amanite phalloïde, soit à l'amanite vireuse, deux espèces morphologiquement différentes de l'amanite tue-mouches.
Les composés actifs de cette espèce sont solubles dans l'eau. Faire bouillir le champignon et jeter l'eau de cuisson assure une détoxification au moins partielle d'A. muscaria. En revanche la dessiccation pourrait en accroître la toxicité par augmentation du processus de conversion de l'acide iboténique en muscimole. D'après certaines sources, le champignon serait comestible une fois détoxifié et aurait même une saveur agréable.

## Toxicologie et pharmacologie

Amanita muscaria a donné son nom à la muscarine, poison du système nerveux parasympathique, mais elle en contient une quantité très inférieure à celle d'autres champignons toxiques.

Le muscimole, puissant agoniste des récepteurs du GABA, est le principal agent psychoactif dAmanita muscaria.

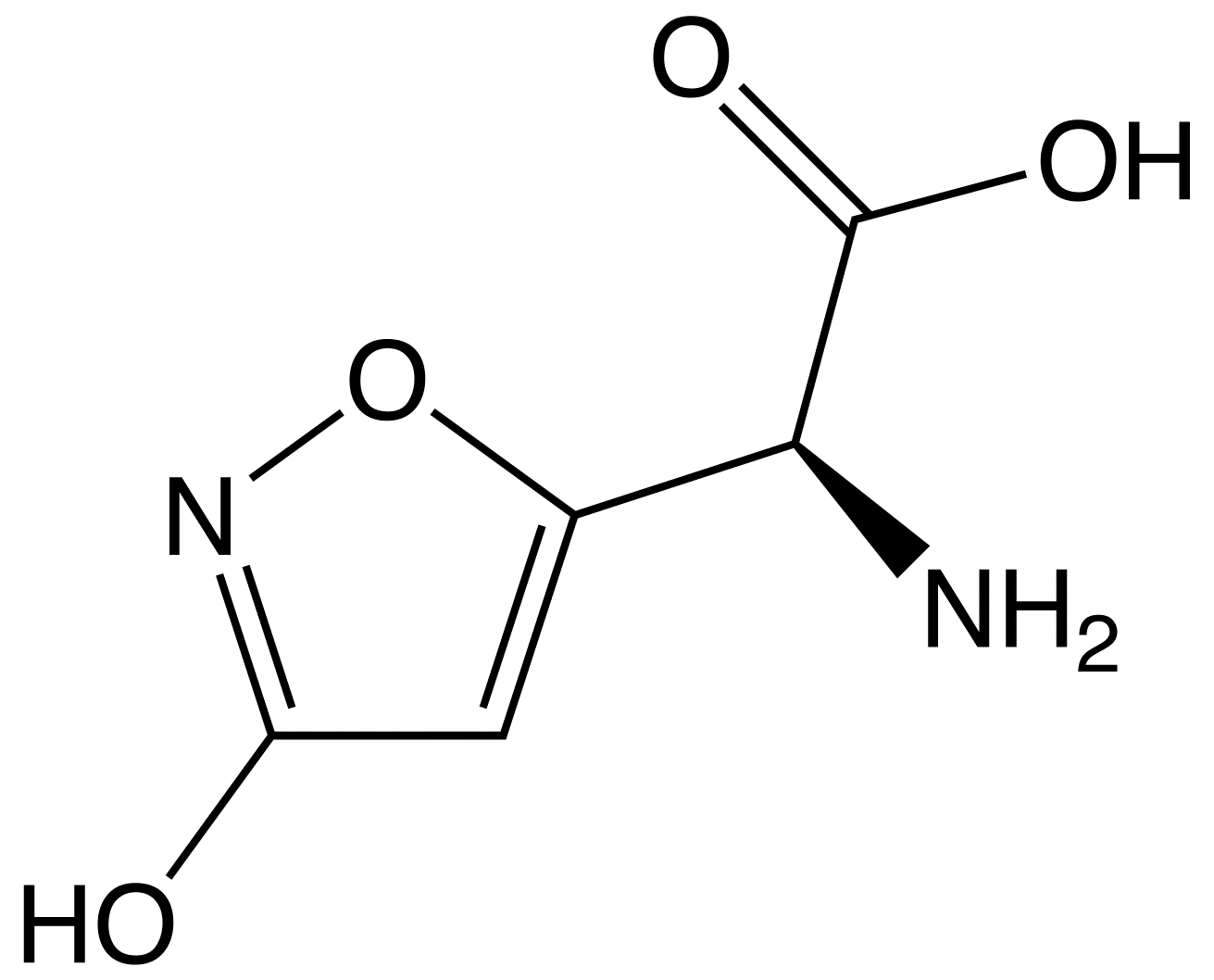
L'acide iboténique, agoniste des récepteurs du glutamate, est le précurseur direct du muscimole.

### Muscarine
La muscarine, découverte en 1869, a longtemps été considérée, à tort, comme l'agent hallucinogène d'Amanita muscaria. Elle agit au niveau des synapses interneuronales du système nerveux parasympathique en se liant au récepteur muscarinique de l'acétylcholine. Il en résulte une excitation des neurones porteurs de ces récepteurs. Toutefois, Amanita muscaria n'en contient pas suffisamment pour qu'elle joue un rôle significatif dans les symptômes de l'empoisonnement. D'autres champignons toxiques, tels que Inocybe erubescens ou certaines espèces du genre Clitocybe en contiennent bien davantage.

### Muscimole et acide iboténique
Les deux toxines majeures impliquées dans l'empoisonnement par Amanita muscaria sont le muscimole (3-hydroxy-5-aminométhyl-1-isoxazole, un acide hydroxamique aromatique insaturé) et l'acide iboténique. Le muscimole est le produit de la décarboxylation (habituellement par déshydratation) de l'acide iboténique. Le muscimole et l'acide iboténique ont été découverts au milieu du XXe siècle,. Des chercheurs anglais, japonais et suisses ont montré que les symptômes de l'intoxication par Amanita muscaria étaient dus essentiellement à ces deux composés, et non à la muscarine,. Leur distribution n'est pas uniforme au sein du champignon. La plus grande partie est concentrée dans le chapeau tandis que la base et le pied n'en contiennent qu'une faible quantité,. La plus grande partie de l'acide iboténique est excrété dans les urines sous forme inchangée dans les 20 à 90 minutes qui suivent l'ingestion. Lorsque de l'acide iboténique est ingéré seul, il n'y a pratiquement pas de muscimole détectable dans les urines. En revanche la consommation d'Amanita muscaria entraîne une excrétion urinaire de muscimole, les deux composés étant contenus dans le champignon.

### Effets psychotropes des intoxications
L'acide iboténique et le muscimole sont structurellement proches entre eux, et respectivement proches de deux neurotransmetteurs majeurs du système nerveux central : le glutamate et le GABA, dont ils miment les effets. Le muscimole est un puissant agoniste des récepteurs GABAA tandis que l'acide iboténique est un agoniste des récepteurs NMDA du glutamate et de certains récepteurs métabotropiques du glutamate (mGluRs) qui sont impliqués dans le contrôle de l'activité neuronale. On suppose que ce sont ces interactions qui sont à l'origine des effets psychotropes rencontrés lors des intoxications. Le muscimole en est responsable pour la plus grande partie, il est hallucinogène à des doses de 10 à 15 mg,.

## Utilisations

### Utilisation culinaire

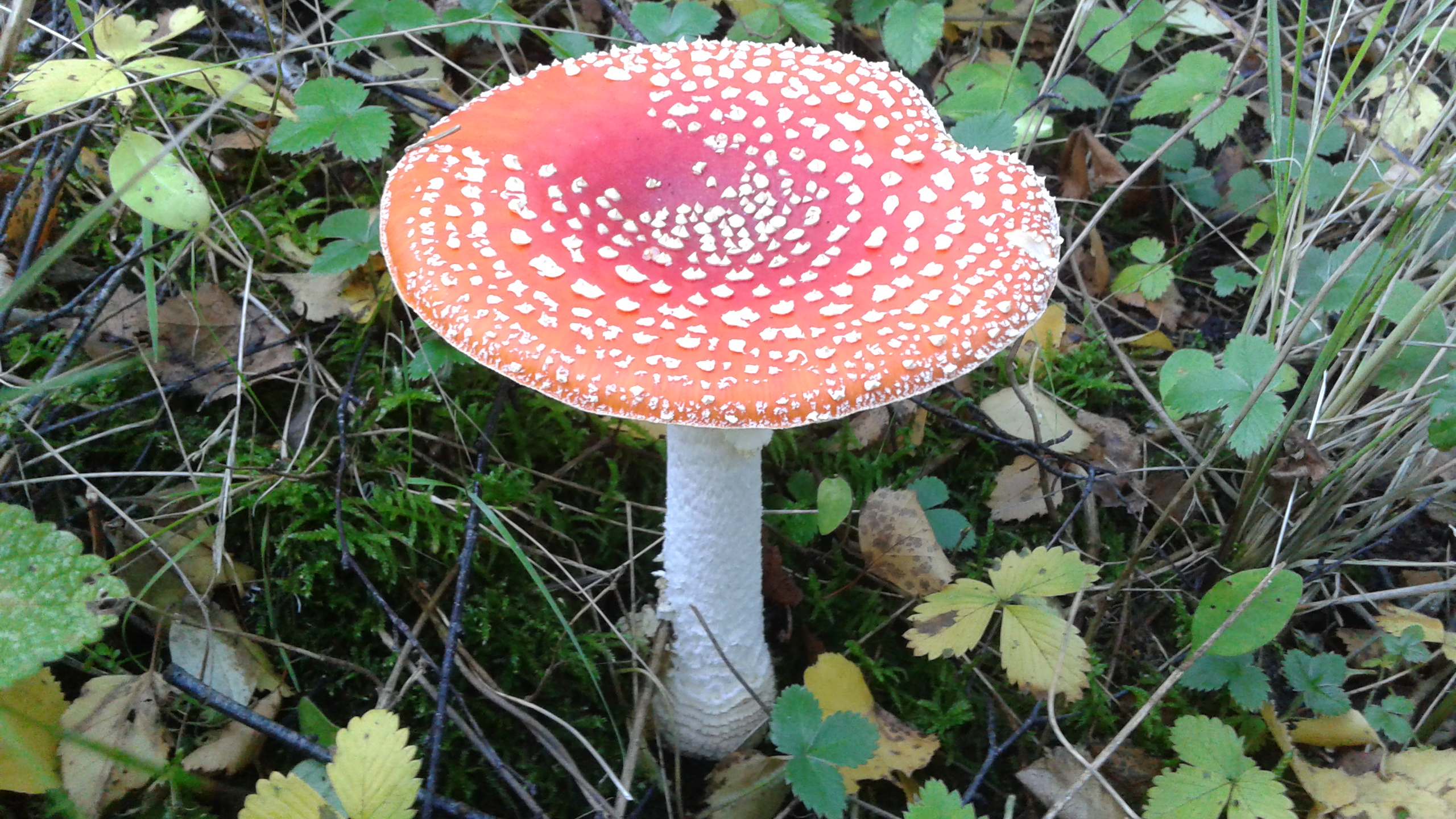
Amanite tue-mouches vue de dessus.

Les toxines contenues dans l'amanite tue-mouches sont solubles dans l'eau. Si le champignon est émincé en fines lamelles ou coupé en dés minces puis bouilli longtemps dans de l’eau, il semble être détoxifié (détoxification par le processus d'étuvage (en)). Bien que sa consommation en tant qu'aliment reste confidentielle, la consommation d’amanita muscaria détoxifiée a été pratiquée dans certaines localités en Europe (notamment par les colons russes en Sibérie) depuis au moins le XIXe siècle, et probablement plus tôt. Le médecin et naturaliste allemand Georg Heinrich von Langsdorff a écrit le premier compte rendu publié sur la façon de détoxifier ce champignon en 1823. Vers la fin du XIXe siècle, un médecin français, Félix Archimède Pouchet fut à la fois un vulgarisateur et le défenseur de la consommation d’amanites tue-mouches, en le comparant au manioc, une importante source de nourriture dans les régions tropicales d'Amérique du Sud qui doit être détoxifié avant consommation.
L'utilisation de ce champignon comme une nourriture semble aussi avoir existé en Amérique du Nord. Le botaniste américain Frederick Vernon Coville décrit vers la fin du XIXe siècle comment un vendeur de champignon afro-américain de Washington l’utilisait. Le champignon était d’abord étuvé, puis copieusement trempé dans du vinaigre et enfin cuisiné en sauce pour accompagner de la viande. Il est également consommé comme aliment dans certaines régions du Japon. C’est dans la préfecture de Nagano que son utilisation comme champignon comestible est connue. Il y est surtout salé et mariné.
Un article publié en 2008 par l’historien culinaire William Rubel et le mycologue David Arora donne un historique de la consommation d'amanite tue-mouches comme aliment et décrit les méthodes de détoxication. Ils préconisent que amanita muscaria soit décrite dans les guides de terrain comme un champignon comestible, mais accompagné d'une explication sur la façon de le détoxifier. Les auteurs affirment que les descriptions systématiques des guides de terrain, qui classent ce champignon comme étant toxique, est le reflet de puissants préjugés culturels, alors que plusieurs autres espèces comestibles populaires, notamment les morilles, sont toxiques, sauf si on les fait bien cuire.
Bien que cette pratique culinaire risquée n'ait jamais été répandue et qu'elle soit fortement déconseillée par les mycologues, elle est rappelée dans certains guides de champignons (en) qui recopient toujours la même histoire que ce champignon aurait été couramment consommé en tant qu'aliment dans différentes régions du monde, sans aucune preuve documentaire.

### Utilisation comme insecticide
L'amanite tue-mouches  fut très tôt utilisée en Europe comme insecticide dilué dans le lait,, d'où son nom vernaculaire.
En réalité, l'amanite tue-mouches ne tue pas les mouches mais les endort.
La muscarine extraite de ce champignon a permis de caractériser un récepteur synaptique sensible à l'acétylcholine, appelé récepteur muscarinique.

### Usage rituel et psychotrope
Déjà connue des Mayas du Guatemala et les Ojibwés ou Anichinabés, l'amanite tue-mouche est employée depuis très longtemps à des fins rituelles sacrées. Contrairement aux champignons hallucinogènes contenant de la psilocybine, les effets de l'amanite tue-mouches sont imprévisibles. Tantôt hypnotique et sédatif, ce champignon peut également causer des hallucinations semblables à la prise de doses élevées de médicaments hypnotiques comme le zaleplon, qui agissent de la même manière sur le cerveau que le muscimol. Sa consommation n'est pas répandue en raison de sa toxicité et de ses effets psychologiques imprévisibles. Toutefois, à la suite de l'interdiction du commerce des champignons contenant de la psilocybine au Royaume-Uni, une quantité plus importante d'amanite tue-mouches a commencé à être vendue à des fins récréatives et enthéogènes. Le professeur Marija Gimbutas, une historienne lituanienne renommée, a permis à Robert Gordon Wasson d’en apprendre davantage sur l'utilisation de ce champignon en Lituanie. Dans les régions éloignées de ce pays, l'amanite tue-mouches était consommée lors des fêtes de mariage, dans lesquelles on mélangeait les champignons avec de la vodka. Le professeur a également déclaré que les lituaniens exportaient ces amanites pour les vendre aux Lapons dans le Grand Nord où elles étaient utilisées dans des rituels chamaniques. Dans les travaux de Wasson, les fêtes lituaniennes sont la seule mention d'ingestion d'amanites tue-mouches pour un usage récréatif dans l'Est de l'Europe.

#### Sibérie
L'amanite tue-mouches a été largement utilisée comme enthéogène chez la plupart des peuples autochtones de Sibérie. Son utilisation est connue par presque tous les peuples de langues ouraliennes de l'Ouest de la Sibérie et les peuples de langues paléo-sibériennes de l'Extrême-Orient russe. Cependant, il n'y a que très peu de rapports sur l’utilisation d’amanites tue-mouches par les peuplades turques et toungouses de la Sibérie centrale chez qui l'utilisation enthéogénique de A. muscaria ne semblait pas être courante. Dans l'Ouest de la Sibérie, l'utilisation d'amanites tue-mouches était limitée aux chamanes, qui l'ont utilisée comme une méthode alternative pour atteindre un état de transe leur permettant de communiquer avec le monde des esprits (normalement, les chamanes sibériens atteignaient un état de transe par de longues danses et en frappant sur un tambour). En Sibérie orientale, A. muscaria n’était pas consommée que par les chamanes, mais aussi par les non religieux à des fins récréatives.
Dans la Sibérie orientale, les chamanes consommaient les champignons et d’autres buvaient l'urine d’une personne ayant ingéré ces champignons,. Cette urine, qui contenait encore des éléments psychotropes, était plus puissante que le champignon lui-même. Il y avait moins d'effets négatifs, transpiration et tics, ce qui s’explique par le fait que l'organisme du consommateur initial agissait comme un filtre pour certains éléments toxiques contenus dans le champignon. En effet seul l'acide iboténique est présente dans l'urine d'un individu qui vient de consommer une amanite tue-mouche
Les Koriaks de Sibérie orientale ont une légende à propos de l'amanite tue-mouches (wapaq) qui a permis à Big Raven d’apporter une baleine jusqu’à son domicile. Dans l'histoire, la divinité Vahiyinin («Existence») a craché sur la Terre, et son crachat est devenu le wapaq. Après avoir expérimenté la puissance de wapaq, Raven était tellement euphorique qu'il demanda à wapaq de pousser partout sur la Terre pour que ses enfants, les Hommes, puissent apprendre grâce à lui. Parmi les Koriaks, les pauvres consommaient l'urine des riches, qui eux seuls avaient les moyens d'acheter les champignons, dont la valeur marchande était élevée.
C'est le cartographe suédois Philip Johan von Strahlenberg qui décrivit pour la première fois l'usage chamanique de l'amanite tue-mouches, observé par lui au début du XVIIIe siècle au Kamtchatka.

#### Les Mayas
Les Mayas du Guatemala ont reconnu les propriétés de l'amanite tue-mouche et la nomment  "kakuljà-inox" ce qui signifie " champignon de l'éclair". Les Mayas associent l'amanite tue-mouche au dieu de l'éclair, celui qui guide les actions des Chacs qui sont des sortes de nains qui apportent la pluie.

### D'autres rapports d'utilisation enthéogénique
Au-delà de la Sibérie, les cas d'utilisation enthéogénique d'amanites tue-mouches semblent isolés et incertains. Outre des régions de l'Oural et du Caucase, l’historien finlandais T. I. Itkonen mentionne qu'il a été utilisé parmi les Samis, où les sorciers d’Inari consommaient des amanites tue-mouches avec sept points sur leur chapeau. En 1979, Said Gholam Mochtar et Hartmut Geerken ont publié un article dans lequel ils affirment avoir découvert l’existence d’une tradition d’usages médicinaux et récréatifs de ce champignon parmi un groupe de langue Parachi en Afghanistan. Il existe également des rapports non confirmés de l'usage religieux d'amanites tue-mouches par deux tribus amérindiennes subarctiques. L’ethnobotaniste ojibwé Keewaydinoquay Peschel a signalé son utilisation parmi son peuple, où il était connu sous le nom de miskwedo,. Cette information a été accueillie avec entrain par Wasson, bien qu’on manque de preuves puisque aucune autre source connue ne le mentionne. Un Américain d’origine européenne a prétendu avoir été initié à l'utilisation traditionnelle d'amanites tue-mouches par des Tlichos.
On mentionne aussi la consommation rituelle de ce champignon dans la Grèce archaïque.

#### Soma
En 1968, Robert Gordon Wasson a avancé que l'amanite tue-mouches était le Soma dont parle le Rig Veda, un texte sacré de l'Inde antique. Cette proposition a bénéficié à l'époque d’un soutien populaire et d’une large publicité. Wasson a remarqué que les descriptions du Soma ne parlent pas de racines, de tiges ou de graines, ce qui écarte un végétal et suggère plutôt un champignon. Il est de plus utilisé l'adjectif Hari « éblouissant » ou « flamboyant » que l'auteur interprète comme étant la couleur rouge. Une ligne décrit des hommes urinant du Soma ; cette pratique rappelle celle du recyclage de l'urine en Sibérie. Le Soma est mentionné comme venant des montagnes, que Wasson interprète comme ayant été apporté par les envahisseurs aryens venus du nord. Cependant, les chercheurs indiens Santosh Kumar Dash et Sachinanda Padhy, citant comme source le Manusmṛti, notent que la consommation de champignons et d'urine étaient interdits. En 1971, le chercheur spécialisé dans le védisme John Brough de l'Université de Cambridge a rejeté la théorie de Wasson ; il a noté que l’écriture était trop vague pour y voir une description précise du Soma. Dans son enquête de 1976, Hallucinogens and Culture, l'anthropologue Peter T. Furst a analysé les éléments pouvant ou non identifier l’amanite tue-mouches comme le Soma védique, il a prudemment conclu en faveur de cette hypothèse.

#### Vikings

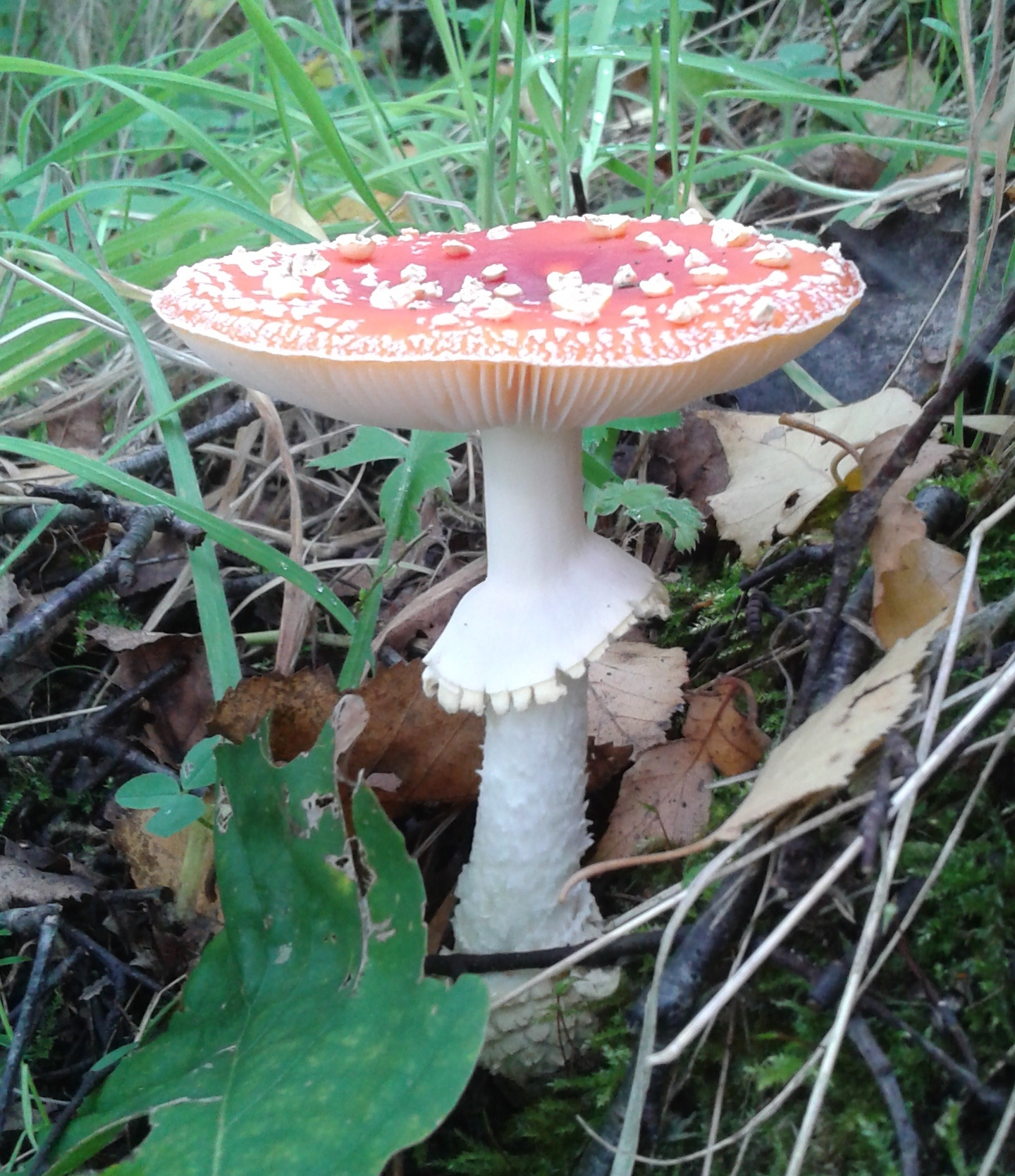
Amanite tue-mouches collerette intacte.

En 1784, le professeur suédois Samuel Ödman a suggéré que les vikings se seraient servis d’amanites tue-mouches pour produire la fureur de leurs guerriers berserk.
Ödman a basé ses théories sur les rapports d’utilisation d'amanites tue-mouches parmi les chamanes sibériens. Cette hypothèse s'est beaucoup répandue depuis le XIXe siècle, mais aucune source contemporaine ne valide cette idée. Aujourd'hui, elle est généralement considérée comme une légende urbaine ou au mieux comme une spéculation qui ne peut être prouvée. Le Muscimol a plutôt un effet relaxant et sédatif, même s’il peut créer une gamme de réactions très différentes selon les individus : « Il est possible qu’il fasse entrer une personne dans une colère terrible, ou que d’autres soient joyeux ou triste, sautent, dansent, chantent ou soient en proie à une grande frayeur ».

#### Chrétienté

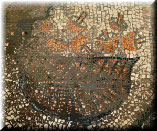
Mosaïque de champignons rouges, dans la basilique chrétienne d'Aquilée en Italie du Nord, datant d'avant 330 apr. J.-C.

En 1970, le libre-penseur John Marco Allegro a proposé l’hypothèse controversée que la théologie romaine était un dérivé sexuel et psychédélique du culte de ce champignon dans son livre Le Champignon sacré et la Croix : une Étude de la Nature et des Origines de la Théologie romaine à partir du Culte de la Fertilité dans le Proche-Orient antique.
Sa théorie a trouvé peu de soutien parmi les chercheurs en dehors du domaine de l’ethnomycologie. Le livre a été fortement discrédité par des universitaires et des théologiens, dont Sir Godfrey Driver, professeur émérite de philologie sémitique à l'université d'Oxford, et Henry Chadwick, le doyen du Christ Church College d’Oxford. L’auteur chrétien John C. King a écrit une réfutation étayée de la théorie d'Allegro dans son livre A Christian View of the Mushroom Myth. Il note que ni les amanites tue-mouches, ni leurs arbres hôtes habituels ne se trouvent au Moyen-Orient, en dehors de quelques cèdres et pins. Il met également en évidence le caractère farfelu des liens entre noms bibliques et sumériens inventés par Allegro. Il conclut que si la théorie était vraie, l'utilisation du champignon doit être «le secret le mieux gardé au Monde», puisqu'il a été si bien caché depuis tout ce temps,.
Dans Magic Mushrooms in Religion and Alchemy (anciennement appelé Strange Fruit) Clark Heinrich attribue la consommation d’amanites tue-mouches à Adam et Ève, Moïse, Élie et Élisée, Isaïe, Ézéchiel, Jonas, Jésus et ses disciples, et Jean de Patmos. Dans le livre les Pommes d’Apollon (Apples of Apollo) il identifie le champignon dans de nombreux récits mythologiques tels que ceux impliquant Persée, Prométhée, Hercule, Jason et les Argonautes et le Saint-Graal.

### Muscazone
La muscazone est un autre composé récemment isolé de spécimens européens d'amanite tue-mouches. Elle est le produit de la dégradation de l'acide iboténique par le rayonnement ultraviolet. L'activité pharmacologique de la muscazone est mineure comparée à celle des autres agents.

### Bioaccumulation
Amanita muscaria et ses apparentés sont des bioaccumulateurs de vanadium ; certaines espèces en concentrent plus de 400 fois les doses habituellement rencontrées dans les plantes. Le vanadium y est présent sous forme d'un composé organométallique, l'amavadine. Toutefois les conséquences biologiques de cette accumulation ne sont pas connues.
Cette espèce peut aussi facilement bioaccumuler le mercure.

## Sémiologie

### Symptômes
Les effets des amanites tue-mouches sont connus pour être imprévisibles. Selon l'habitat et la quantité ingérée (rapportée au poids corporel), les effets vont des nausées et douleurs abdominales à la somnolence en passant par la crise pseudo-cholinergique (hypotension artérielle, sudation, hypersalivation), les bourdonnement d'oreilles, les distorsions visuelles, l'euphorie, l'ataxie et les troubles de l'équilibre,,,.
Dans les cas les plus sévères survient un délire, similaire à celui causé par l'intoxication aux anticholinergiques, caractérisé par des accès d'agitation avec confusion, hallucinations et irritabilité, suivis d'épisodes de dépression du système nerveux central avec altération de la conscience. Une crise convulsive et un coma peuvent survenir dans les cas les plus graves,. Les symptômes apparaissent typiquement entre 30 et 90 minutes après l'ingestion et sont maximaux dans les trois heures, mais certains peuvent se prolonger plusieurs jours,. Dans la majorité de cas la rémission est complète au bout de 12 à 24 heures. Les effets sont extrêmement variables d'une personne à l'autre, des doses équivalentes donnant des réactions différentes,,. Des céphalées sont parfois rapportées, pouvant durer jusqu'à dix heures. Une amnésie rétrograde et une somnolence peuvent suivre la rémission.

### Traitement
Un avis médical doit être pris devant toute suspicion d'empoisonnement, et un centre antipoison contacté. Le traitement initial consiste en une décontamination gastrique. Si l'ingestion date de moins de quatre heures, le charbon activé peut être utilisé pour limiter l'absorption du champignon. Le lavage gastrique peut être envisagé si l'ingestion remonte à moins d'une heure. L'induction de vomissements par sirop d'ipéca n'est plus recommandée à quelque moment que ce soit.
Il n'existe aucun antidote et le traitement de l'intoxication reste symptomatique, sous surveillance médicale continue. Bien que les patients puissent présenter des symptômes évoquant un syndrome cholinergique ou, au contraire, anticholinergique, l'utilisation de l'atropine et des inhibiteurs de l'acétylcholinestérase comme antidotes n'est pas recommandée. En effet le muscimole et l'acide iboténique ne donnent pas de véritable syndrome (anti)cholinergique et n'ont pas d'activité sur les récepteurs muscariniques.
Les intoxications graves avec délire et agitation sont une urgence médicale et imposent une hospitalisation. Le traitement comporte la mise au calme et, si nécessaire, une contention physique. Les benzodiazépines comme le diazépam et le lorazépam peuvent être employées pour contrôler l'agitation, l'agressivité, l'hyperactivité musculaire, et les convulsions, mais imposent une surveillance rapprochée en raison du risque d'accroissement de l'effet dépresseur respiratoire du muscimole. Les vomissements répétés sont rares, mais ils peuvent conduire à des désordres hydro-électrolytiques ; une réhydratation intraveineuse peut alors être nécessaire,. Dans les cas les plus sérieux, une hospitalisation en réanimation peut s'imposer. L'intubation et la ventilation mécanique peuvent être nécessaires en cas de troubles de la conscience et de coma,. Les toxines d'Amanita muscaria sont dialysables, mais ce traitement lourd n'est en pratique jamais utile. Le pronostic d'une intoxication est généralement bon, sous réserve d'une prise en charge adaptée,.

## Historique

### Étymologie du nom vernaculaire

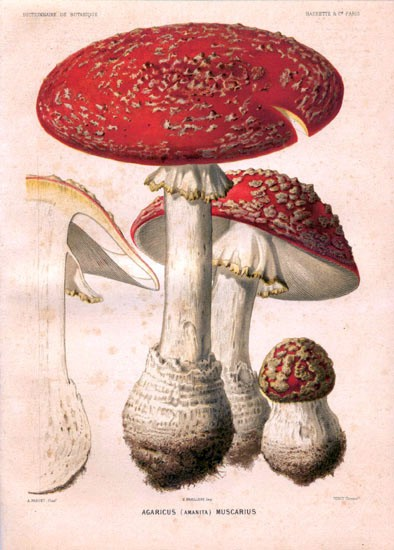
Dictionnaire de botanique, 1891.

Le nom vernaculaire du champignon dérive du latin fungus muscarum, « champignon des mouches ». Il est commun à plusieurs langues européennes et découle de son utilisation comme insecticide : placé sur le bord d'une fenêtre ou dans une assiette contenant du lait sucré (ou d'autres liquides) et des fragments de ce macromycète, ou séché, réduit en poudre et saupoudré dans les lits pour repousser les poux et les punaises, il permettrait de se débarrasser des insectes, pratique à l'efficacité relative car les composés actifs de cette amanite endorment bien ces insectes quelques instants mais ils finissent par se réveiller. Ce champignon a bien un effet soporifique puissant mais uniquement lorsqu'il est absorbé en grande quantité, ce qui n'est pas le cas des insectes qui entrent juste en léthargie temporaire simulant la mort, d'où son appellation populaire. Cette pratique médiévale aurait été employée en Allemagne, dans certaines cultures slaves, dans la région des Vosges en France, et en Roumanie. Albert le Grand fut le premier à le mentionner, dans son ouvrage De Vegetabilibus un peu avant 1256 :
« Vocatur fungus muscarum, eo quod in lacte pulverizatus interficit muscas. » 
« On l'appelle le champignon des mouches, car écrasé dans du lait il tue les mouches. »
Le botaniste flamand du XVIe siècle Charles de L'Écluse rapporta à Francfort en Allemagne la pratique de sa dilution dans le lait, tandis que Carl von Linné, le « père de la taxinomie », rapporta son existence dans le sud de la Suède, à Småland, où il avait passé son enfance. Il en fit la description officielle dans le second volume de son Species Plantarum en 1753 et le baptisa Agaricus muscarius, l'épithète muscarius dérivant du latin musca, « mouche ».

### Nom scientifique

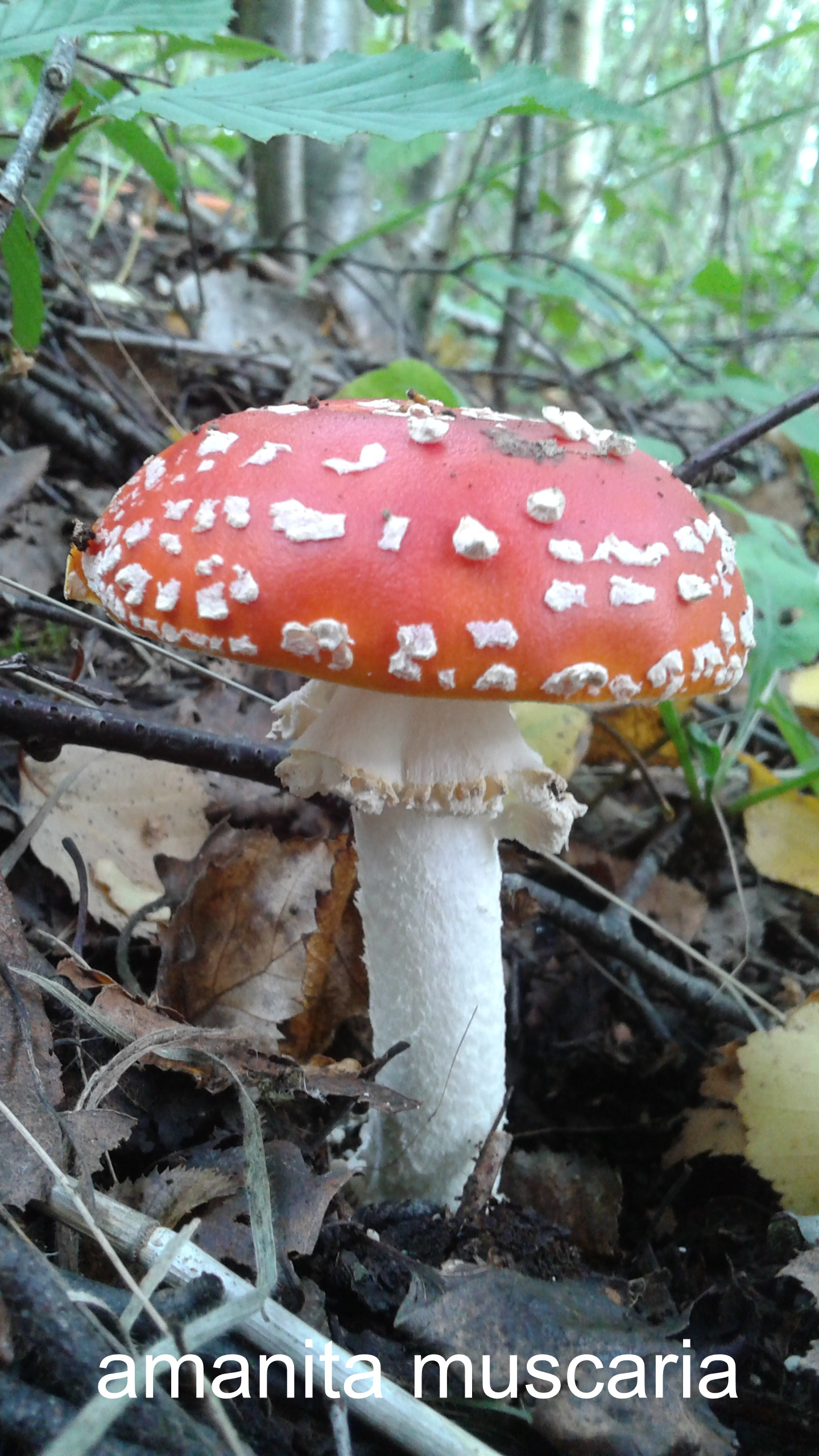

Le champignon fut classé dans le genre amanite par Jean-Baptiste de Lamarck en 1783, et reçut sa dénomination actuelle par Elias Magnus Fries en 1821.

### Systématique
Depuis 1987c'est la date du 1er mai 1753, à laquelle les travaux de Linné ont été publiés, qui fait autorité, dès lors Linné et Lamarck, les premiers à avoir classé Amanita muscaria, sont donc devenus les pères officiels de la dénomination Amanita muscaria (L.) Lam. On peut encore trouver dans certains ouvrages la dénomination Amanita muscaria (L. ex Fr.) Hooker.

### Hypothèse insecticide
Le mycologue britannique John Ramsbottom rapporte l'utilisation d'Amanita muscaria comme répulsif pour punaises en Angleterre et en Suède, et bug agaric (« agaric des punaises ») en est une ancienne dénomination, mais cette hypothèse selon laquelle le champignon doit son nom à des propriétés insecticides n'est pas toujours fondée. Le mycologue français Pierre Bulliard tenta sans succès de reproduire ses propriétés tue-mouches dans son ouvrage Histoire des plantes vénéneuses et suspectes de la France, et proposa alors le nouveau nom Agaricus pseudo-aurantiacus. par contre composant isolé du champignon, la 1,3-dioléine, s'est en fait révélé être un attracteur d'insectes[précision nécessaire].

### Hypothèse hallucinogène
Une hypothèse alternative suggère que le terme « mouche » ne désigne pas l'insecte, mais plutôt l'état délirant résultant de la consommation du champignon, une croyance médiévale expliquant les affections mentales par l'entrée de mouches dans la tête du malade. Cette connotation transparaît dans plusieurs dénominations régionales, signifiant plus ou moins « oronge folle »,.

## Taxonomie

### Classification linnéenne (morphologique)

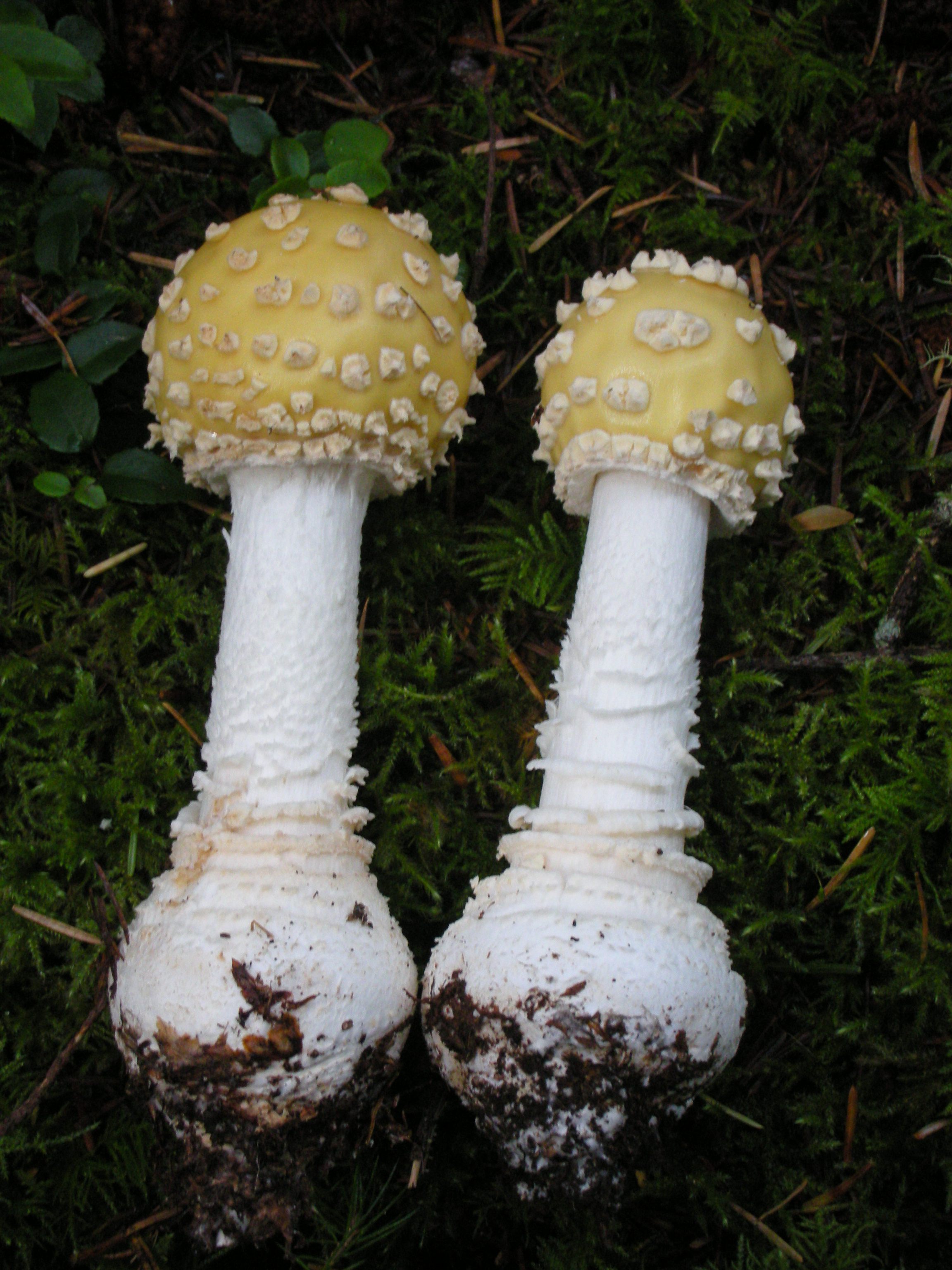
Amanita muscaria var. formosa au sud de la côte de l'Oregon, États-Unis.

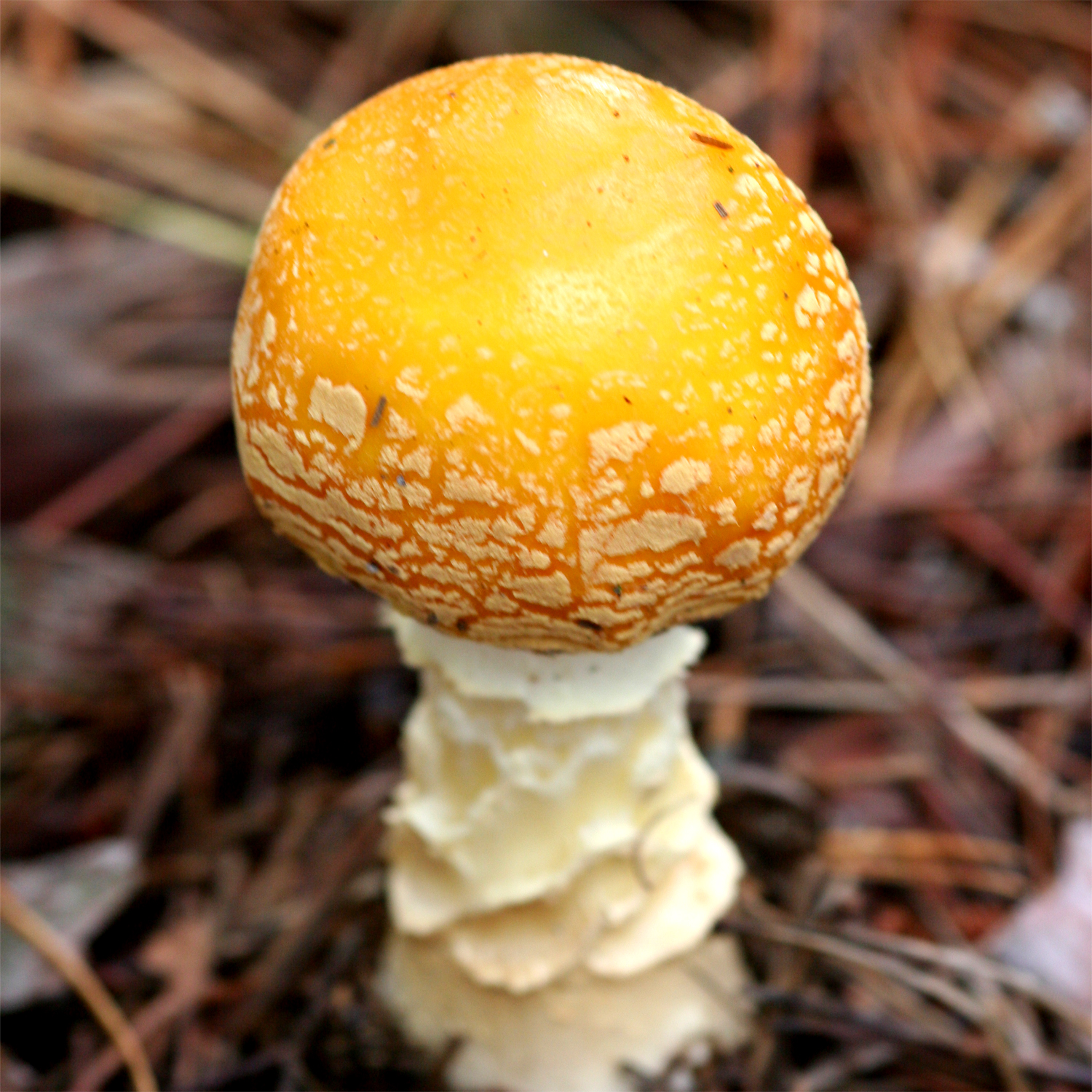
Amanita muscaria var. guessowii dont la surface du chapeau est jaune à orangé. Parc de Middlesex Fells, Massachusetts, États-Unis.

Amanita muscaria est l'espèce-type du genre Amanita. Par extension, c'est aussi l'espèce-type du genre Amanita sous-genre Amanita ainsi que de la section Amanita au sein de ce sous-genre. Le sous-genre Amanita comprend toutes les amanites à spores inamyloïdes. La section Amanita comprend les spécimens porteurs de résidus pelucheux du voile général (volve) sous forme d'anneaux concentriques sur le pied et de verrues blanches sur le chapeau. La plupart des espèces de ce groupe ont également une base en forme de bulbe,.
Amanita muscaria et ses apparentés Ammanita pantherina (« l'amanite panthère »), Amanita gemmata (« l'amanite jonquille »), Amanita farinosa, et Amanita xanthocephala appartiennent tous au genre Amanita sous-genre Amanita section Amanita. Les mycologues taxinomistes modernes ont classé Amanita muscaria et ses apparentés sous cette nomenclature à partir la morphologie du champignon et de l'absence de spores amyloïdes. Deux études récentes de phylogénie moléculaire ont validé cette classification,.

#### Synonymes
Amanita muscaria connaît de nombreuses variantes morphologiques classées en variétés ou sous-espèces. Le mycologue allemand Rolf Singer a listé trois sous-espèces sous les appellatifs Aamanita muscaria ssp. muscaria, A. muscaria ssp. americana, et A. muscaria ssp. flavivolvata.

#### Variétés

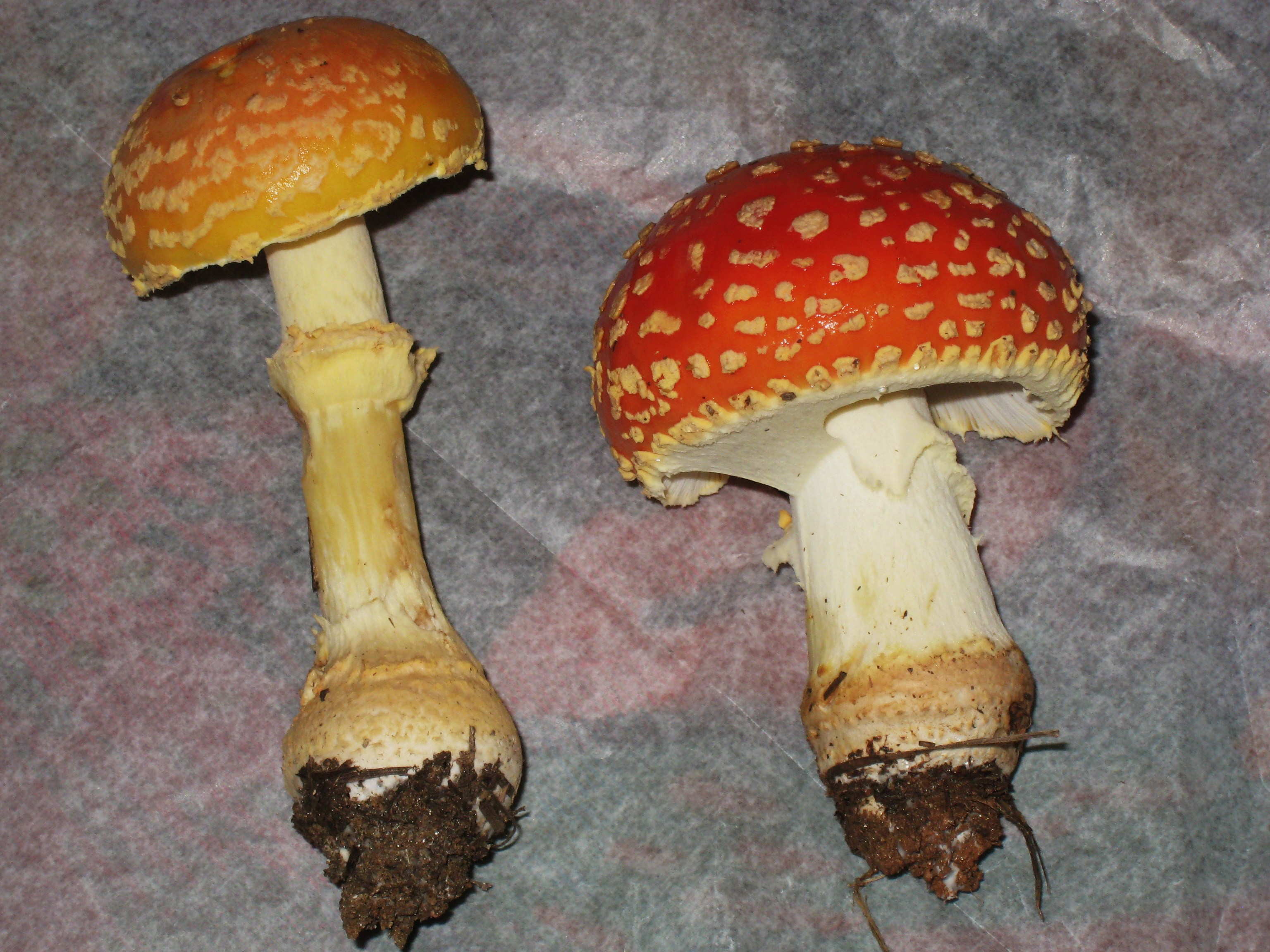
Amanita muscaria : comparaison avec la variété persicina, côtes du Sud-Est des États-Unis.

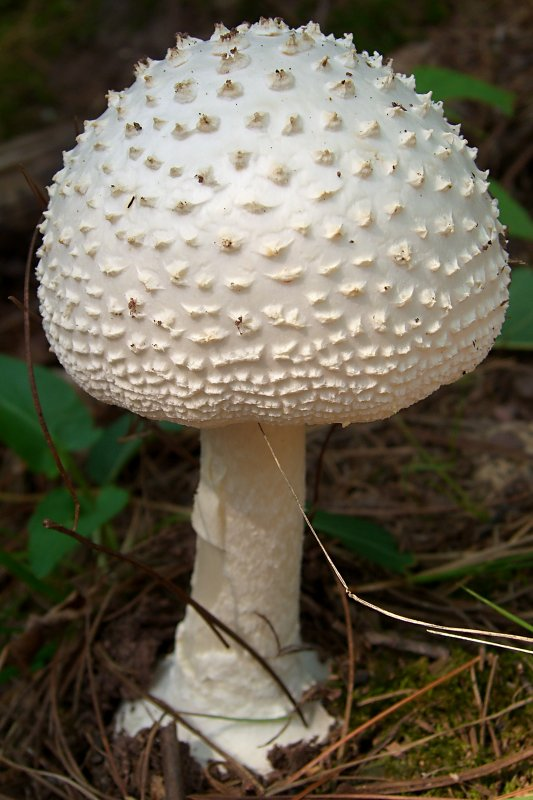
Amanita muscaria : variété alba, Appalaches.

La taxinomie actuelle reconnaît jusqu'à sept variétés d'Amanita muscaria :
- var. muscaria, la variété typique au chapeau rouge profond à verrues blanches. Certains experts, comme Rodham Tulloss, réservent ce nom aux spécimens originaires d'Eurasie et de l'Ouest de l'Alaska[108],[113].
- var. flavivolvata, chapeau rouge à verrues blanc-jaunâtre, rencontrée dans les régions occidentales du continent nord-américain, du Sud de l'Alaska aux montagnes Rocheuses, en Amérique centrale et jusque dans les Andes colombiennes. Rodham Tulloss utilise cet appellatif pour les espèces d'A. muscaria qui se sont répandues dans le Nouveau-Monde à partir du sud de l'Alaska[108],[114].
- var. alba, rare, qui diffère des autres formes par son chapeau blanc argenté à verrues blanches[108],[115].
- var. formosa, chapeau jaune à jaune-orangé et verrues et pied jaunâtres. Certains experts emploient cet appellatif pour toutes les variétés d'Amanita muscaria répondant à cette description (cf. Jenkins), d'autres (cf. Tulloss) le réservent aux spécimens poussant en Eurasie[108],[116].
- var. guessowii, jaune à orangé avec partie centrale du chapeau pouvant tirer sur l'orange foncé ou le rouge. On le rencontre dans toute l'Amérique du Nord, mais il est plus courant dans le nord-est de ce continent, du Terre-Neuve-et-Labrador au Tennessee. Certains experts (cf. Jenkins) les considèrent comme faisant partie dA. muscaria var. formosa, d'autres (cf. Tulloss) les classent comme une variété distincte[108],[116].
- var. persicina, rosé à orange-melon, dont les vestiges du voile universel sont peu ou pas visibles, rencontré le long des côtes du Sud-Est des États-Unis et décrit en 1977[108],[117].
- var. regalis, originaire de Scandinavie et d'Alaska[118], est marron et tacheté de jaune. Il est classé par certains experts (cf. Tulloss) comme une espèce à part entière tandis que d'autres (cf. Jenkins) le considèrent comme une variété d'A. muscaria[108],[119].

#### Synonymes des variétés
Amanita muscaria var. aureola (Kalchbr. 1873)
Synonymes: 	
- Amanita aureola ((Kalchbr.) Sacc. 1887[121]) (synonyme)
- Amanita muscaria f. aureola ((Kalchbr.) J.E. Lange 1915[122]) (synonyme)

Amanita muscaria var. formosa ((Pers.) Bertill. 1866)
Synonymes: 	
- Agaricus muscarius var. formosus ((Gonn. & Rabenh.) Peck 1883[123]) (synonyme)
- Agaricus muscarius var. formosus ((Pers.) Fr. 1874) (synonyme)
- Amanita formosa (Gonn. & Rabenh[124].) (synonyme)
- Amanita muscaria f. formosa ((Pers.) Gonn. & Rabenh. 1869[125]) (synonyme)
- Amanita muscaria formosa (Pers. 1800[126]) (synonyme)

Amanita muscaria var. muscaria ((L.) Lam. 1783)
Synonymes: 	
- Agaricus imperialis (Batsch 1783[128]) (synonyme)
- Agaricus muscarius (L. 1753[129]) (synonyme)
- Agaricus nobilis (Bolton 1788[130]) (synonyme)
- Agaricus pseudoaurantiacus (Bull. 1812[131]) (synonyme)
- Agaricus puellus (Batsch 1786[132]) (synonyme)
- Amanita circinnata (Gray 1821[133]) (synonyme)
- Amanita muscaria minor (Gray 1821[133]) (synonyme)
- Amanita muscaria puella ((Batsch) Pers. 1801[134]) (synonyme)
- Amanitaria muscaria ((L.) E.-J. Gilbert 1941[135]) (synonyme)
- Venenarius muscarius ((L.) anon[136].) (synonyme)

### Clade pluteoïde
En 2006, dans une étude réalisée à grande échelle en vue d'explorer les regroupements phylogénétique au sein des Agaricales, l'analyse va montrer que la plupart des espèces testées peuvent être regroupées en six clades qui ont été nommés Agaricoïde, Tricholomatoïde, Marasmioïde, Pluteoïde (V) dans lesquels vont se retrouver la famille des Amanitaceae, Hygrophoroïde et le clade Plicaturopsidoïde.

#### Clades eurasien et nord-américain

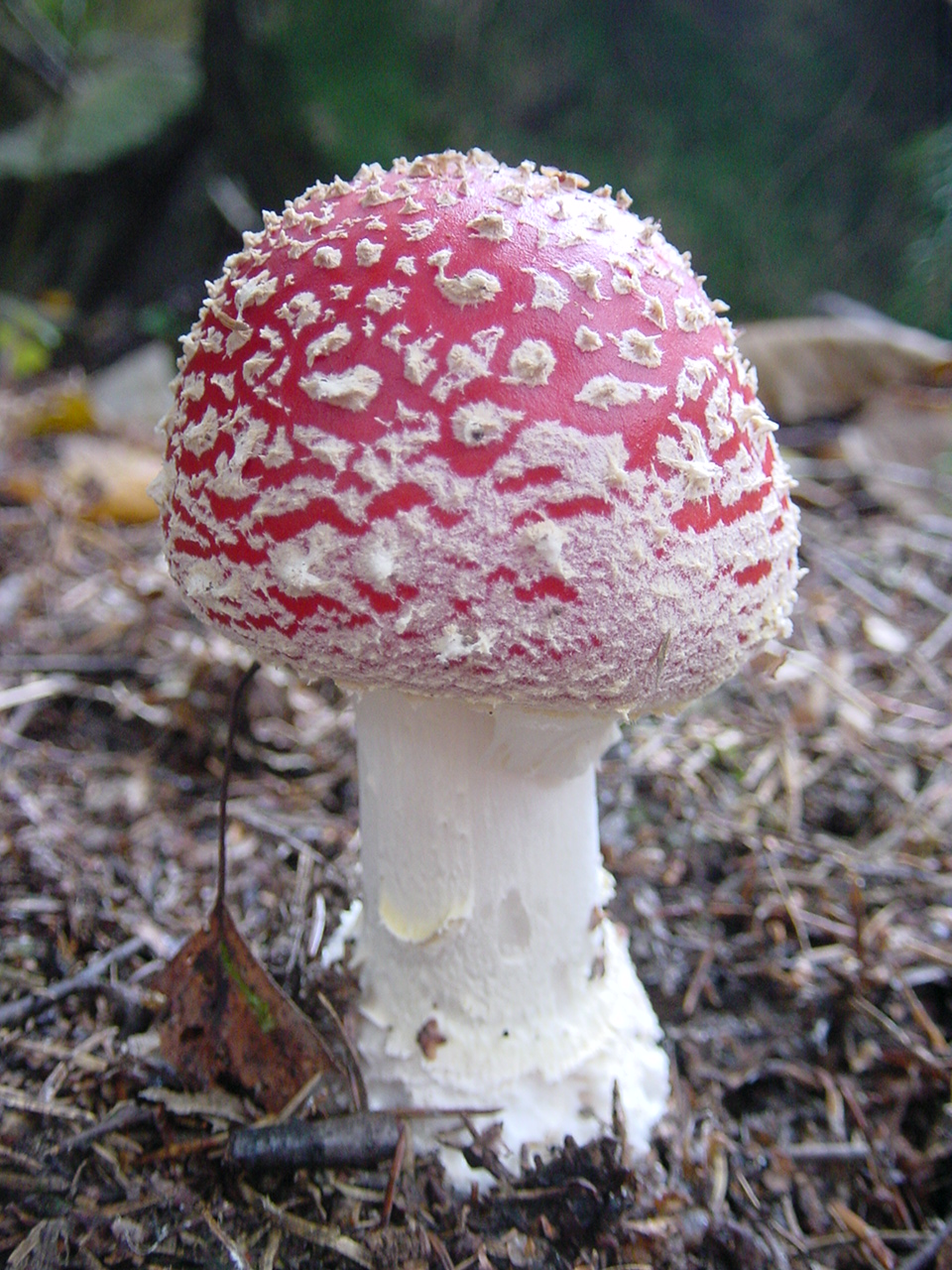
Amanita muscaria : répartition des verrues sur la cuticule

Une étude de phylogénie moléculaire de 2006 a mis en évidence trois clades distinctes d'Amanita muscaria représentant, globalement, les populations eurasiennes, eurasiennes « subalpines » et nord-américaines. Des spécimens appartenant à ces trois clades ont été découverts en Alaska; ce qui pourrait conduire à penser que l'espèce se serait diversifiée à partir de cette région. L'étude s'est intéressée aussi à quatre variétés de cette espèce : var. alba, var. flavivolvata, var. formosa (dont var. guessowii), et var. regalis. Des spécimens de ces quatre variétées ont été identifiés à la fois dans les clades eurasienne et nord-américaine, donnant la preuve que ces différentes formes ne sont que de simples polymorphismes d'une même espèce et non des variétés ou sous-espèces distinctes.

### Situation actuelle

#### Clades majeurs d'Amanita muscaria
Une étude moléculaire plus récente publiée en 2008 montre que ces trois groupes génétiques, augmenté d'un quatrième clade associé à une forêt de pins du Sud-Est des États-Unis, de trois autres clades sur l'île Santa Cruz en Californie et d'un au Japon, sont suffisamment éloignées génétiquement pour être considérées comme des espèces à part entière. Aussi les amanites tue-mouches forment-elles un complexe d'espèces de huit clades majeurs. Ce complexe comprend également au moins trois autres taxons génétiquement proches, classés actuellement comme des espèces séparées : Amanita breckonii, qui est un champignon au sporophore massif vivant en symbiose avec des conifères du nord-ouest de la côte pacifique aux États-Unis, et les espèces au chapeau marron Amanita gioiosa et Amanita heterochroma qui poussent respectivement en région méditerranéenne et en Sardaigne. Ces deux dernières espèces vivent en symbiose avec des arbres du genre Eucalyptus et Cistus. On ignore si elles sont natives de ces régions ou si elles ont été importées d'Australie,.

#### Arbre des clades majeurs
- Agaricales, ou Clade des Euagarics
  - Clade Agaricoïdes (I)
  - Clade Tricholomatoïde (II)
  - Clade Marasmioïdes (III)
  - Clade Hygrophoroïde (IV)
  - Clade Pluteoïde (V)
    - 
      - Pleurotaceae
      - Amanitaceae
        - Amanita
          - Amanita Muscaria
            - clade de l'île de Santa-Cruz (VI) maquis Lyonothamnus (en)
              - clade d'Eurasie subalpine - Alaska -Pacifique, Amérique du Nord(II) conifères arbres à feuilles caduques
                - clade d'Eurasie - Alaska (III) Drias, Salix
                - clade d'Amérique du Nord même continentale (I) Conifères, arbres à feuilles caduques
                  - clade du Pacifique des États-Unis - Amérique du Nord (IV) Pinus, Quercus
                  - clade de l'île de Santa-Cruz (V), Maquis Quercus

              - clade de l'île de Santa-Cruz (VIII[142]),

            - clade du Japon (VII[143])

          - Amanita Pantherina

        - Amarrendia
        - Catatrama
        - Limacella
        - Torrendia

    - Pluteaceae
    - Limnoperdaceae

### Évolution
Bien que nous ne puissions pas estimer le temps géologique de la séparation des clades avec certitude en raison du manque de fossiles et la grande variance des taux de substitution de nucléotides dans les champignons, il apparaît comme probable que les grandes lignées se sont séparées bien avant les cycles glaciaires du Pléistocène.
D'autre part, les groupes phylogéographiques intraspécifiques (clades mineurs très localisés) peuvent représenter des groupes qui ont été isolés du reste de l'espèce au Pléistocène et/ou ont survécu à des maxima glaciaires dans des refuges locaux.

## Dans la culture

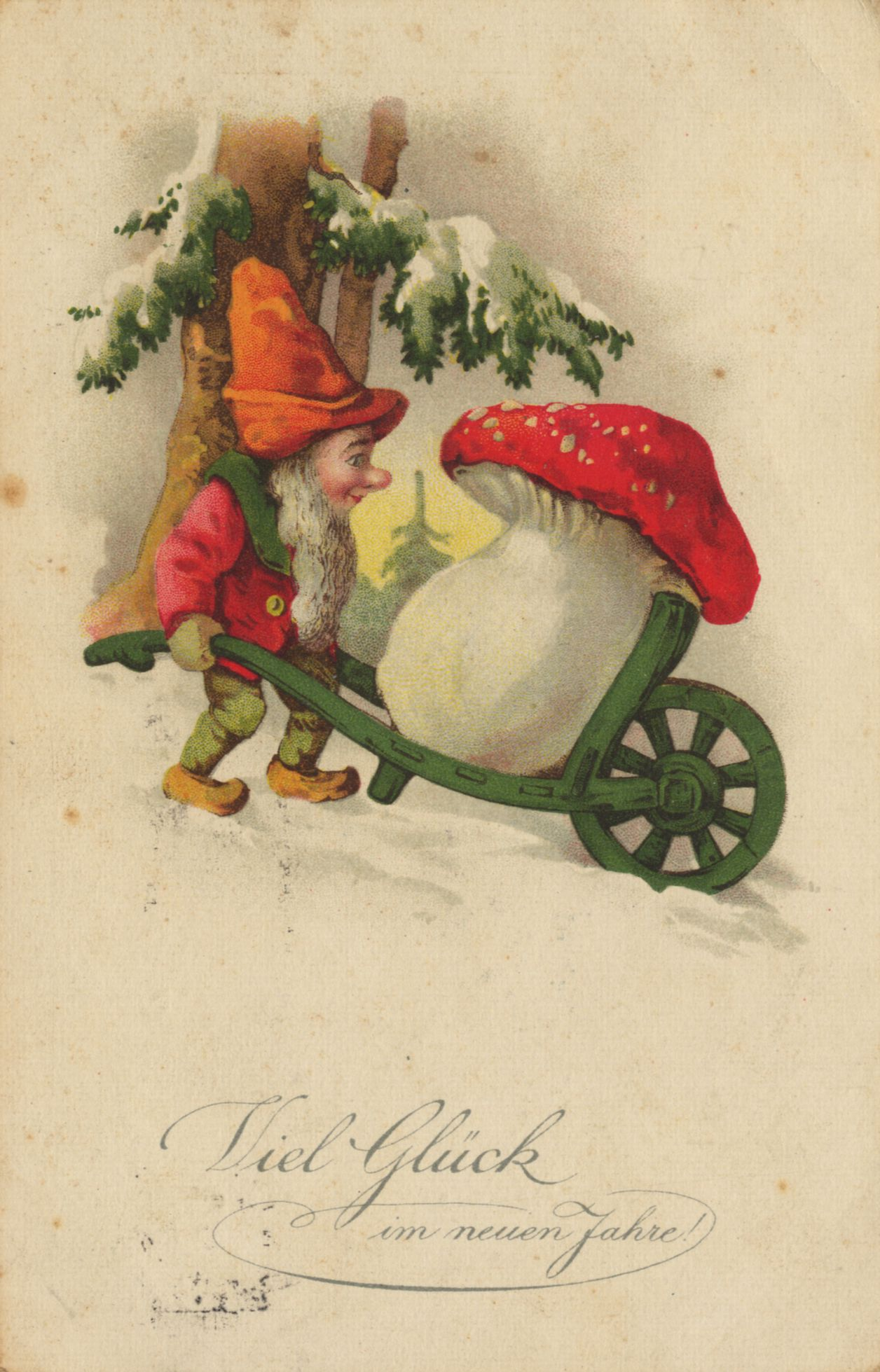
Cette amanite est un champignon porte-bonheur (de) en Allemagne (carte postale dans les années 1900).

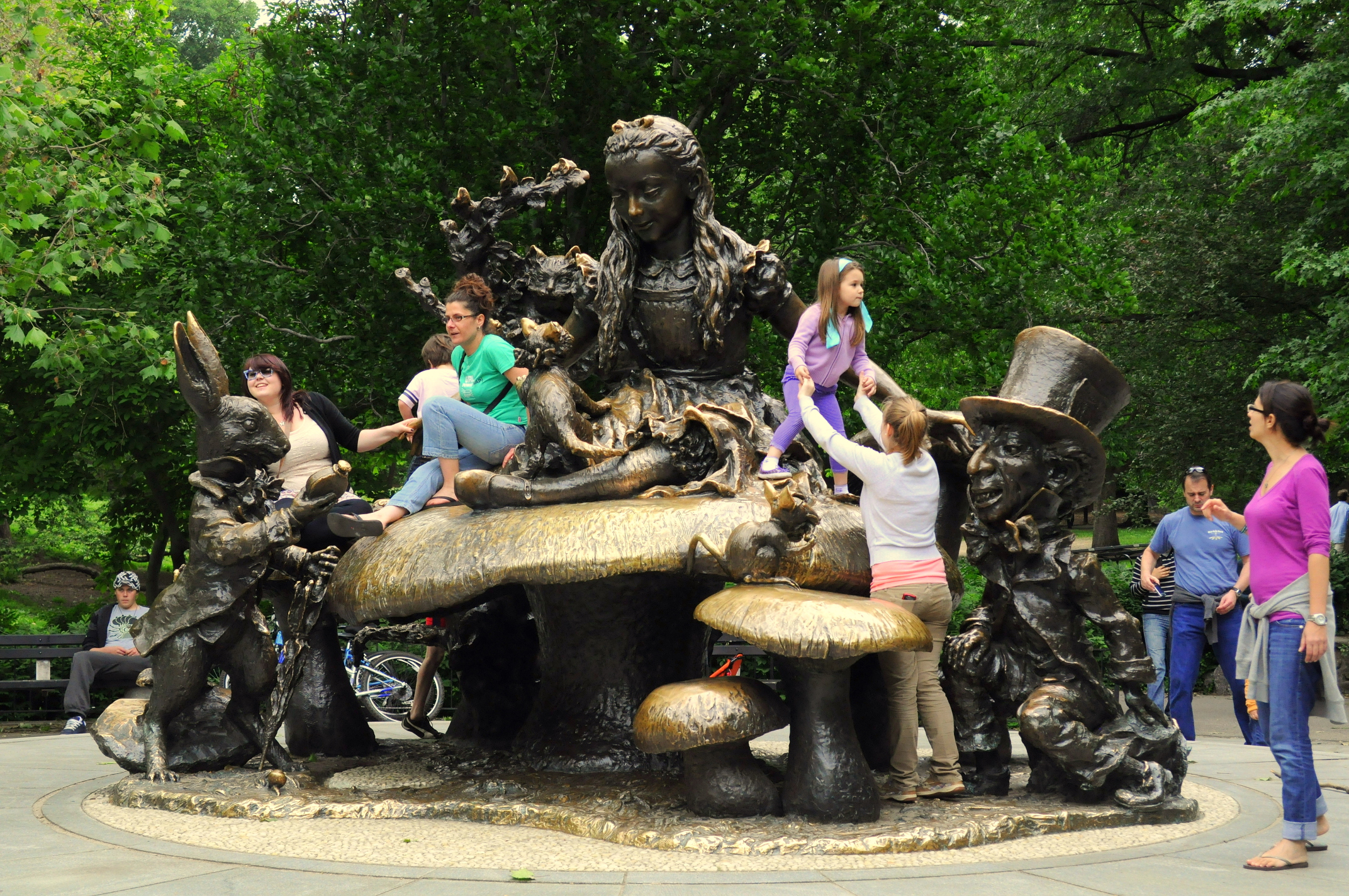
À Central Park à New York, des enfants jouent sur la sculpture d’Alice au pays des merveilles réalisée par José de Creeft. Alice se trouve au sommet d'un champignon, invitant les enfants à monter et à se joindre à elle. Le champignon représenté dans la sculpture n'est pas une reproduction fidèle d’amanite tue-mouches,.

Le chapeau rouge tacheté de blanc est une image répandue dans beaucoup d'aspects de la culture populaire, et particulièrement dans les livres pour enfants, les films, les ornements de jardin, des cartes de vœux et plus récemment des jeux électroniques. Les ornements de jardin et les livres illustrés pour enfants dépeignant des gnomes et des fées, comme les Schtroumpfs, montrent très souvent des amanites tue-mouches utilisées comme sièges ou maisons,. Les amanites tue-mouches ont été représentées dans des peintures depuis la Renaissance, bien souvent de façon subtile. Depuis l'Ere victorienne ils sont devenus plus visibles, devenant même le sujet principal de quelques peintures féeriques. 
Deux des exploitations les plus célèbres du champignon se trouvent dans le jeu vidéo Super Mario Bros., et la séquence des champignons dansants dans Fantasia, film signé Disney de 1940. 
Dans le film l'Ours de Jean-Jacques Annaud l'ourson s'intoxique avec des amanites tue-mouches.

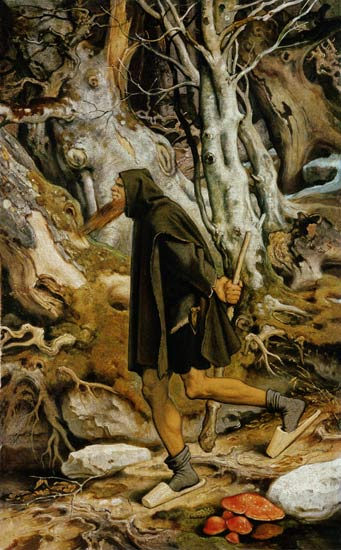
Ruebezahl, un tableau de 1851 peint par Moritz von Schwind et sur lequel des amanites tue-mouches sont représentées.

### Littérature
Les voyages de Philip Johan von Strahlenberg en Sibérie et ses descriptions de l'utilisation du mukhomor ont été publiés en anglais en 1736. Boire l’urine de ceux qui ont absorbé le champignon est décrit par l'auteur anglo-irlandais Oliver Goldsmith dans son livre Citizen of the world de 1762. C’est à ce moment que le champignon est identifié comme l'amanite tue-mouches. D’autres auteurs décrivent les altérations visuelles après avoir été intoxiqué par le champignon, notamment le naturaliste Mordecai Cubitt Cooke dans ses livres The Seven Sisters of Sleep and A Plain and Easy Account of British Fungi.
Cette observation serait à la base des effets décrits dans Alice au pays des merveilles après l’ingestion de ce champignon.
Un champignon hallucinogène rouge écarlate de Laponie est un élément de l’intrigue dans la nouvelle de Charles Kingsley Hereward the Wake (1866) basée sur le personnage médiéval éponyme. Les pratiques chamaniques sur l’amanite tue-mouches sont plus récemment abordées dans le roman Thursbitch d’Alan Garner (2003).
Dans le roman Homo zapiens de Victor Pelevine, le héros, toxicomane, utilise ce champignon associé à de la vodka (mélange populaire dans certains pays d'Europe de l'est). On retrouve ce mélange, aditionné de miel ou de sucre dans Amanita de Julien Guerville. Dans le roman, les bonbons ainsi confectionnés prennent le nom de Mô. 

### Décorations de Noël et Père Noël

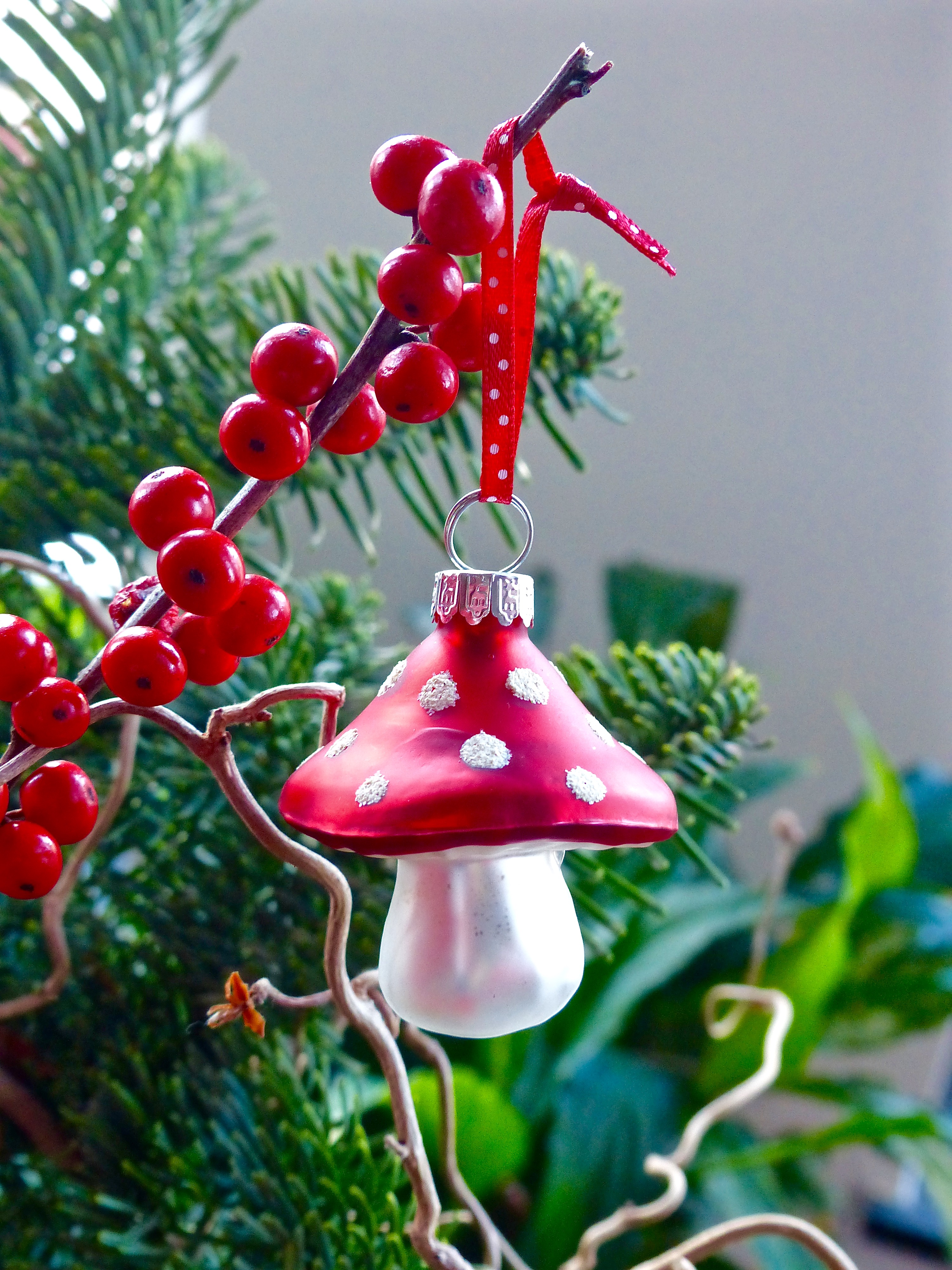
Cette amanite tue-mouches en décoration de Noël est-il un avatar de ce champignon utilisé par les chamanes sibériens ?

Partout dans le Monde, les amanites tue-mouches sont représentées sur des décorations de l'arbre de Noël (boules, bibelots), des bûches de Noël (champignon confectionné en meringue ou en massepain), des cartes de Noël et des cartes de vœux comme un symbole de bonne fortune.
L'ethnobotaniste Jonathan Ott a suggéré l'idée que la tenue rouge et blanche du Père Noël est liée au champignon lui-même, suggérant que des chamanes en Sibérie utilisaient ce champignon et ses propriétés psychoactives pour atteindre l'extase et réaliser leur « vol » à travers le trou de fumée d'une yourte (ce rituel chamanique étant analogue au passage du père Noël par les cheminées).
Il établit aussi des parallèles avec les rennes volants : les rennes s'intoxiquent après avoir mangé ces champignons en donnant l'impression qu'ils sont enivrés. En effet les rennes sont friands d'amanites tue-mouches, mais si leur foie contient une enzyme qui détoxifie la molécule toxique, l'acide iboténique au pouvoir psychotrope se retrouve dans l'urine, si bien que les chamanes buvaient l'urine de ces animaux afin de jouir de leurs effets hallucinogènes sans souffrir de leurs effets toxiques, ou parsemaient l'enclos des rennes de ces gouttes d'urine qui exerçait un fort pouvoir attractif sur ces animaux afin d'éviter leur dispersion.
L'ethnopharmacologue américain Scott Hajicek-Dobberstein examinant des liens possibles entre des mythes religieux et le champignon rouge nota, « si le Père Noël avait seulement un œil (comme Odin), ou si l'urine magique avait été une partie de sa légende, son rapport avec l'amanite tue-mouches serait beaucoup plus facile à croire »
Cette relation a touché une audience plus large quand elle a été publiée dans le Sunday Times en 1980, puis le New Scientist en 1986.
L'historien Ronald Hutton a depuis contesté cette hypothèse. Il a souligné que les rennes n'apparaissaient pas dans la mythologie de Sibérie, les chamanes ne se déplaçaient pas en traîneau et ne s'habillaient pas en rouge et blanc.

## Galerie d'images

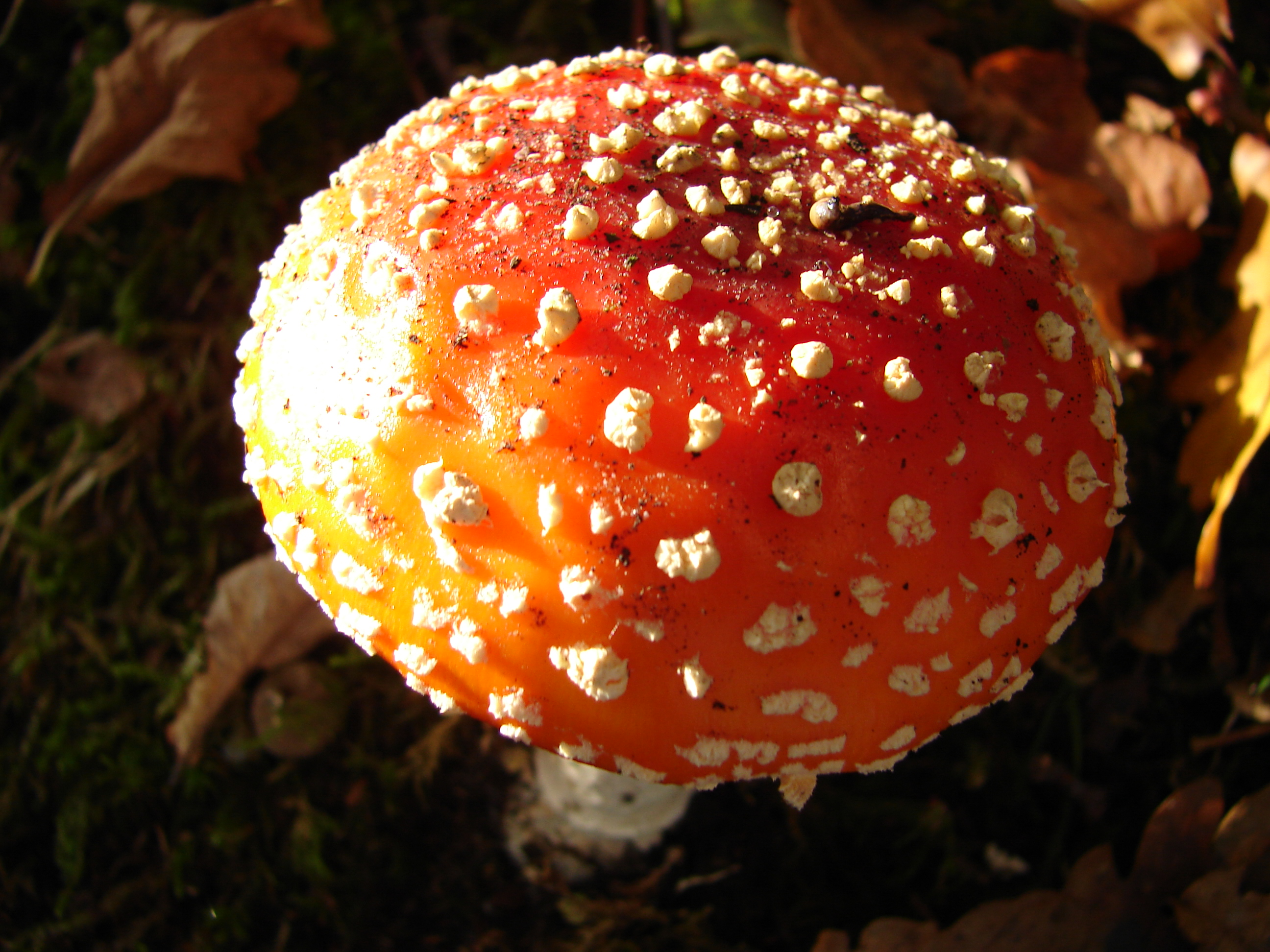
Chapeau d'une amanite tue-mouches jeune.
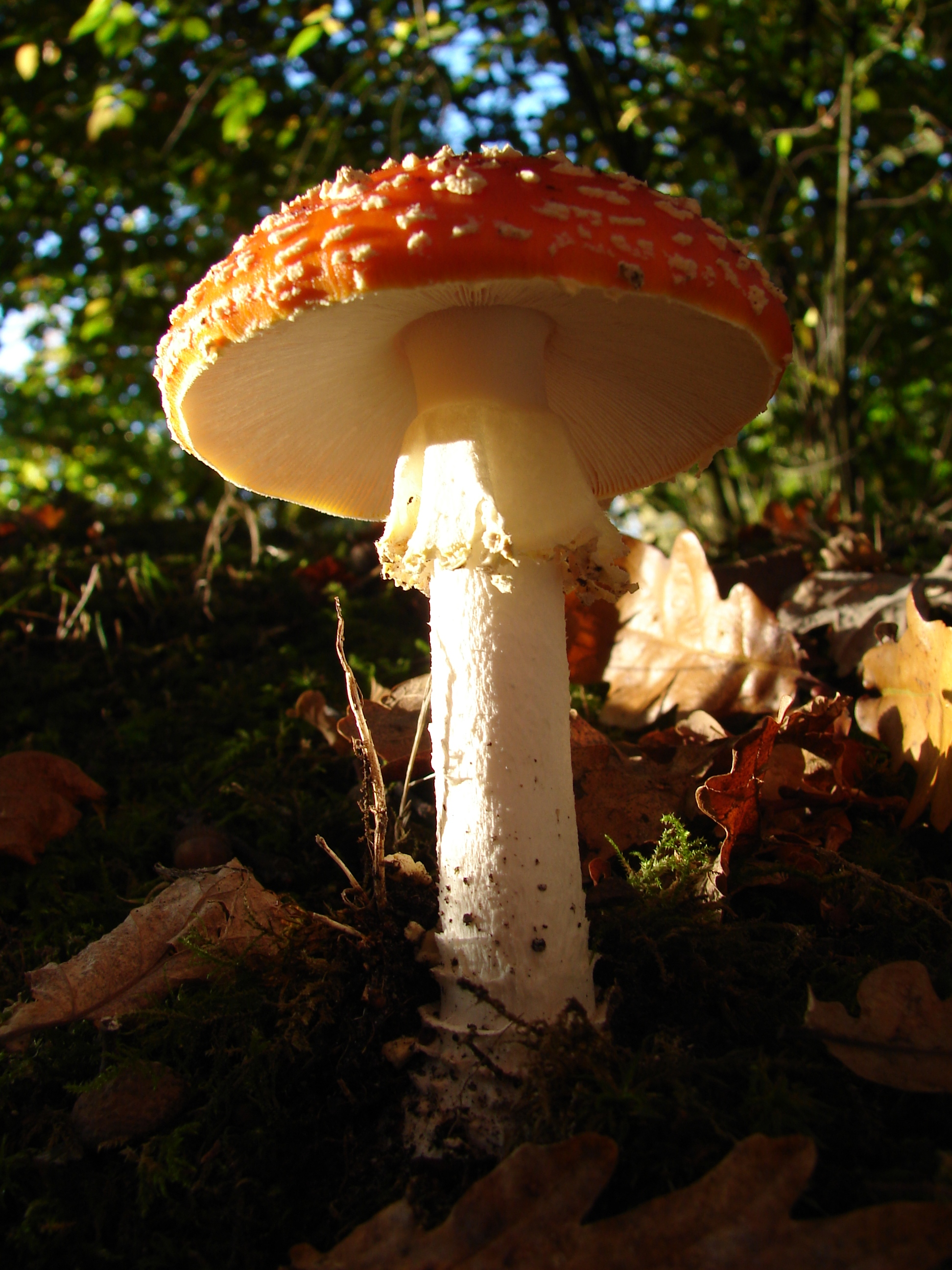
Vue de face d'une amanite tue-mouches avec vue sur les lamelles.
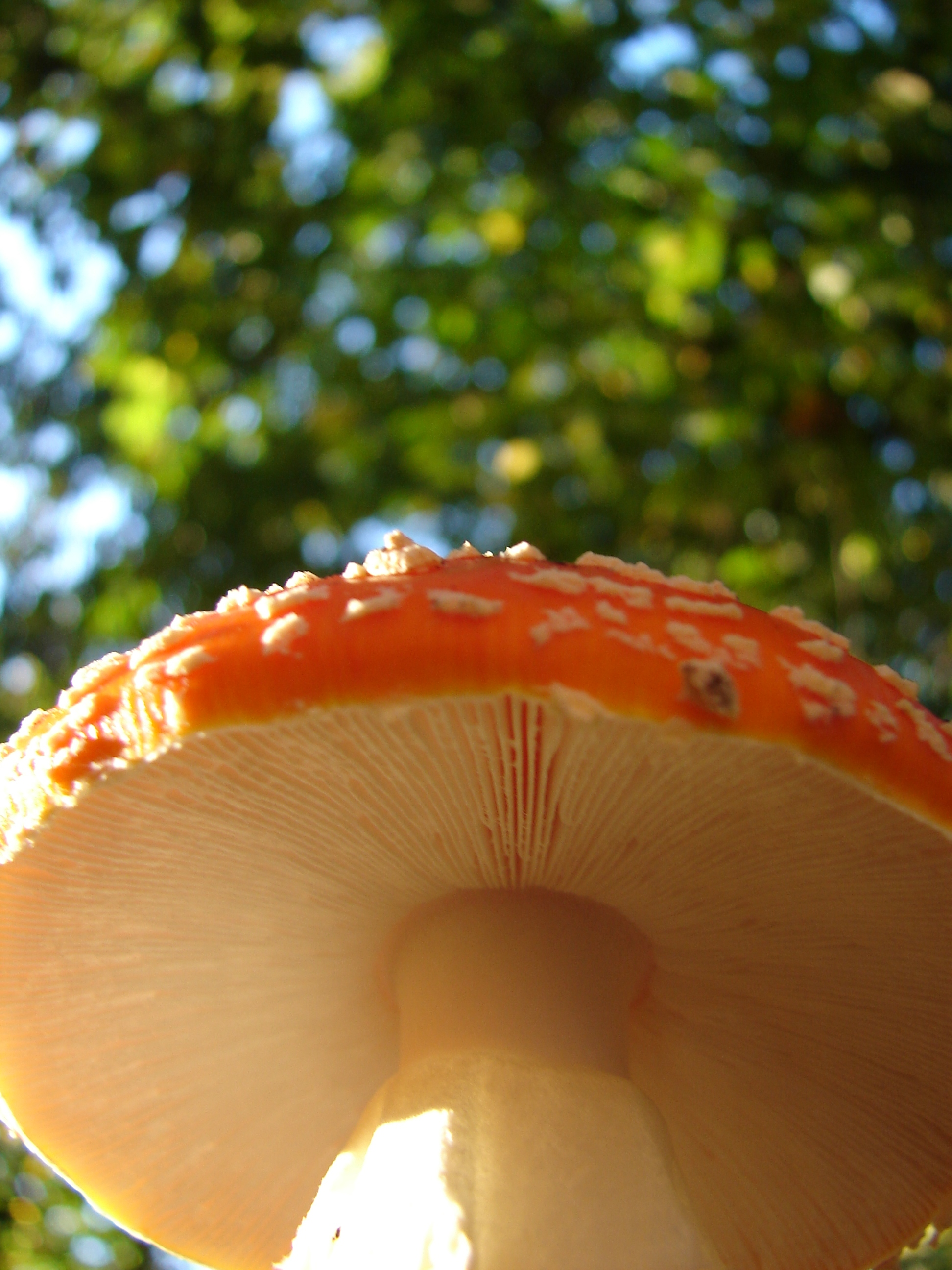
Vue rapprochée des lamelles.
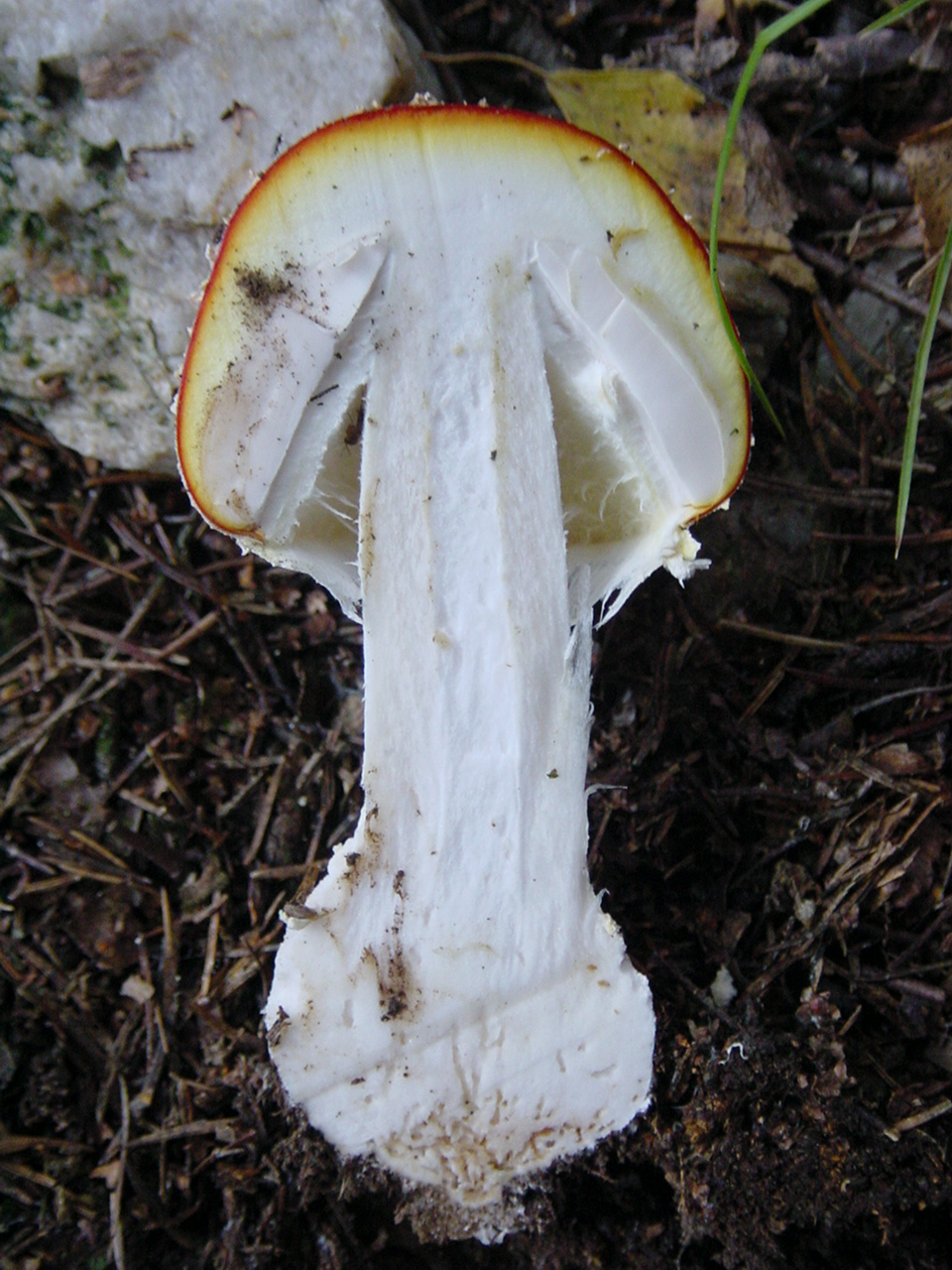
Coupe transversale.
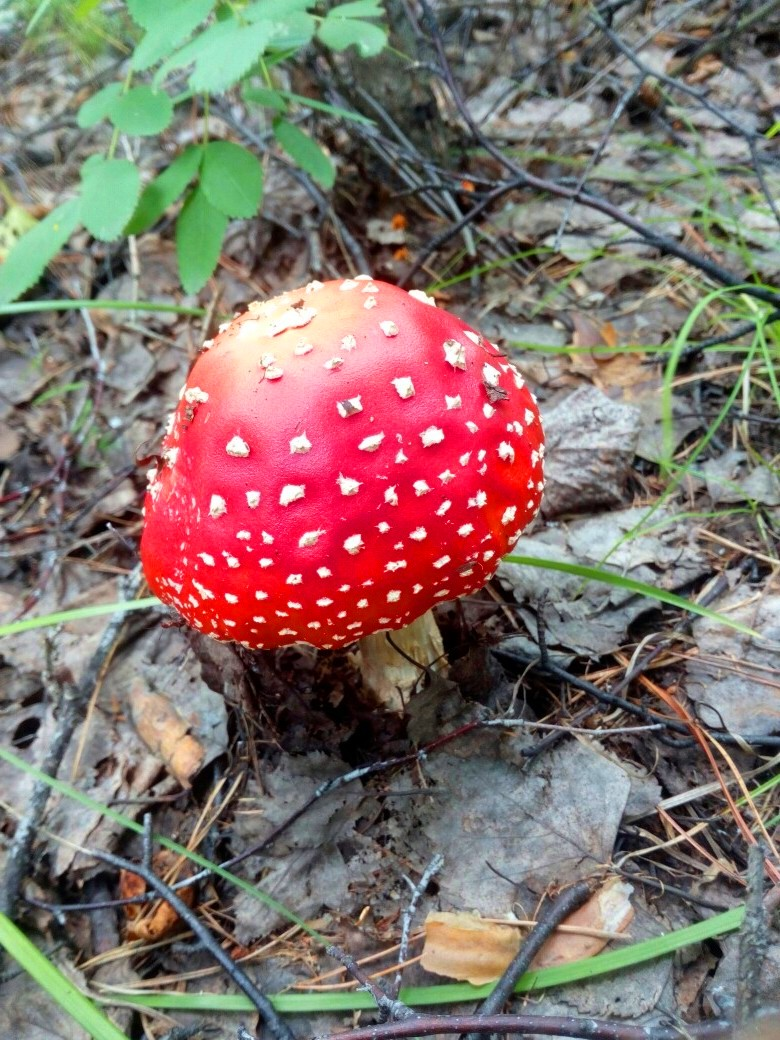
Amanita muscaria, Sibérie orientale
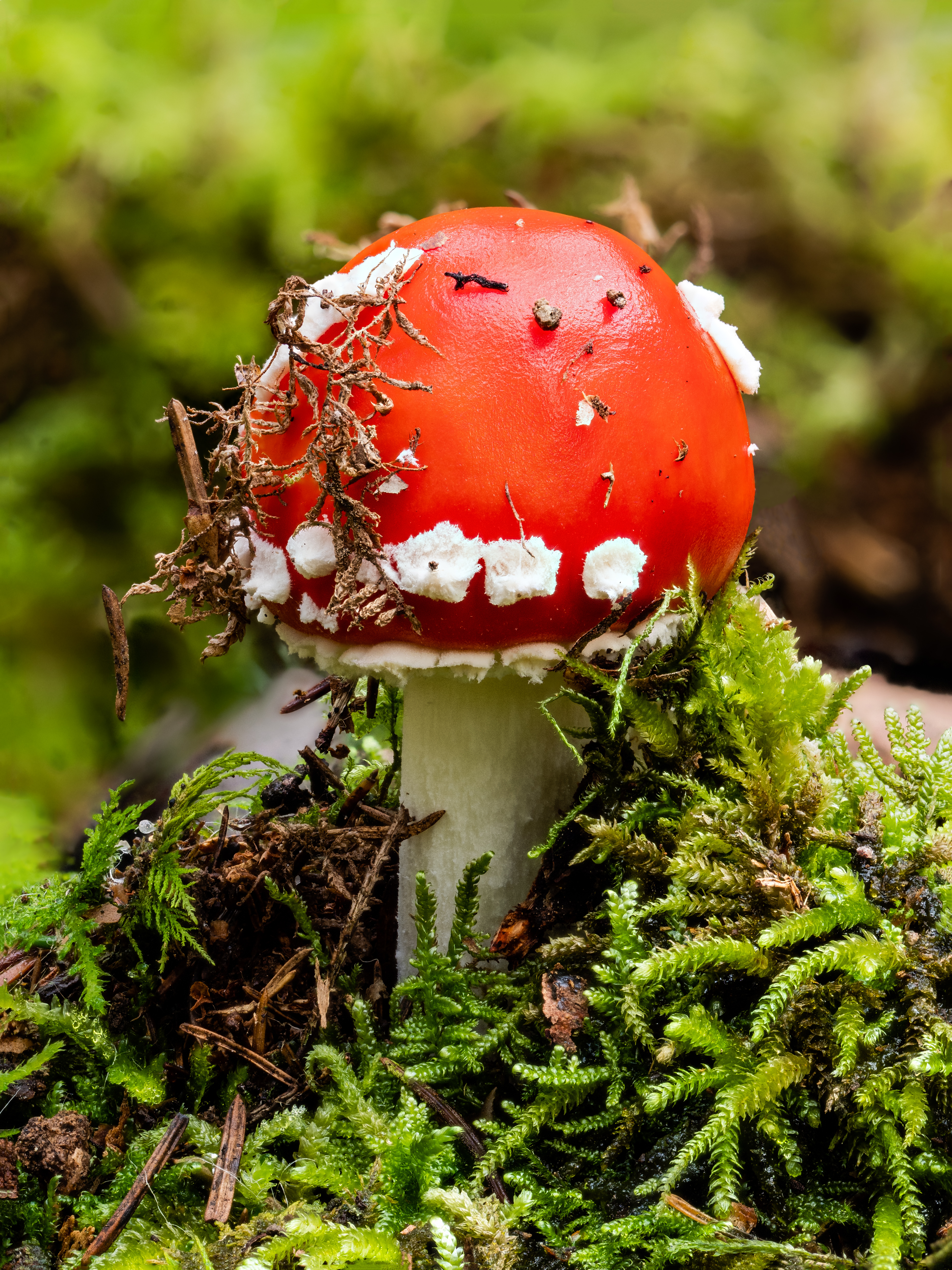
Une amanite tue-mouches en Allemagne.
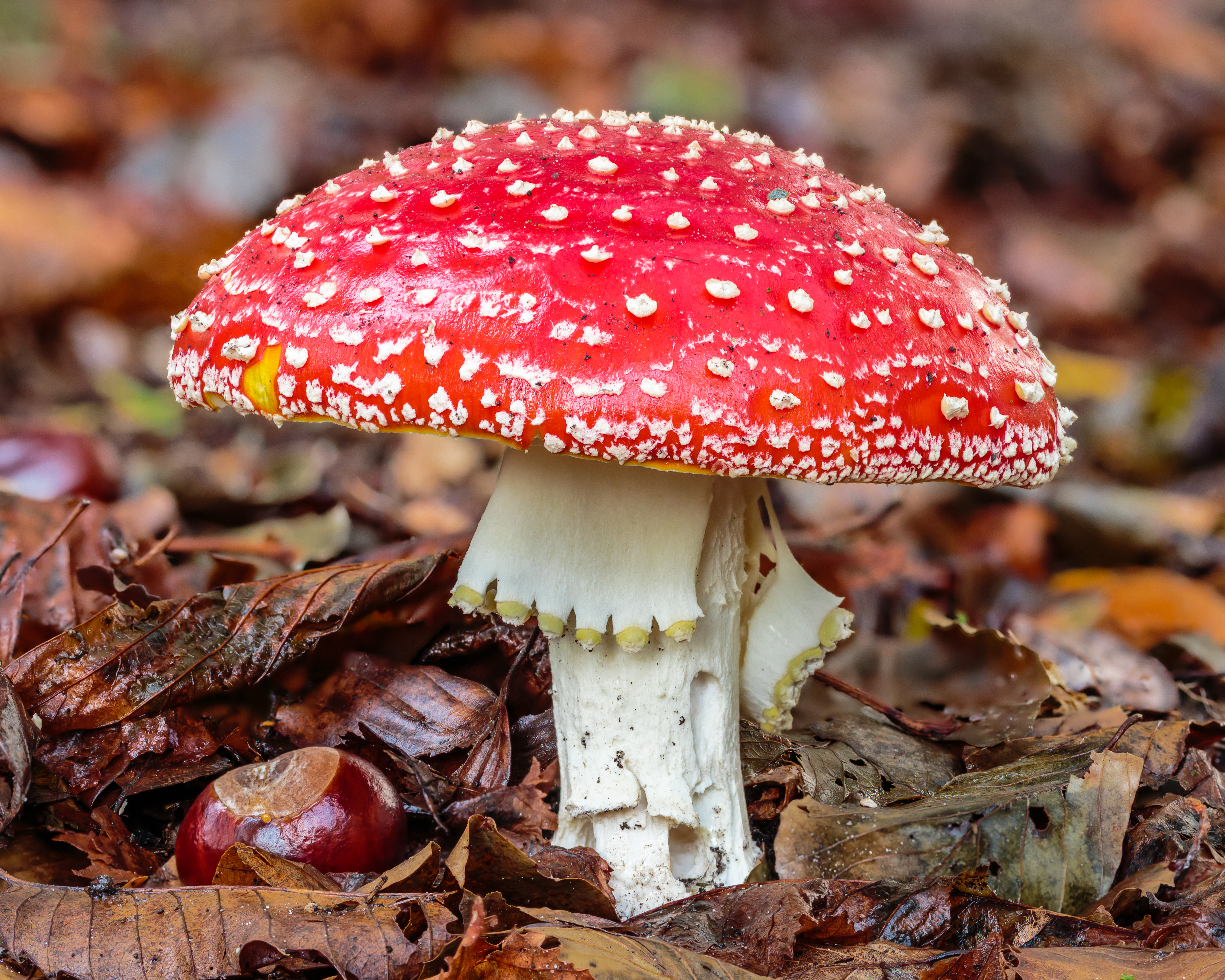
Une amanite tue-mouche aux Pays-Bas.